# Socialismo
Socialismo é uma filosofia política, social e econômica que abrange uma gama de sistemas econômicos e sociais caracterizados pela propriedade social dos meios de produção. Inclui as teorias políticas e movimentos associados a tais sistemas. A propriedade social pode ser pública, coletiva, cooperativa ou patrimonial. Embora nenhuma definição única englobe os muitos tipos de socialismo, a propriedade social é o elemento comum. Os tipos de socialismo variam com base no papel dos mercados e do planejamento na alocação de recursos e na estrutura de gestão das organizações. Os socialistas discordam sobre se o governo, particularmente o governo existente, é o veículo correto para a mudança.
Os sistemas socialistas são divididos em formas não mercantis e de mercado. O socialismo não mercantil substitui os mercados de fatores e o dinheiro por planejamento econômico integrado e critérios técnicos ou de engenharia baseados em cálculos realizados em espécie, produzindo assim um mecanismo econômico diferente que funciona de acordo com leis e dinâmicas econômicas diferentes daquelas do capitalismo. Um sistema socialista não mercantil elimina as ineficiências e crises tradicionalmente associadas à acumulação de capital e ao sistema de lucro no capitalismo. O debate do cálculo socialista, originado pelo problema do cálculo econômico, diz respeito à viabilidade e aos métodos de alocação de recursos para um sistema socialista planejado. Em contraste, o socialismo de mercado retém o uso de preços monetários, mercados de fatores e, em alguns casos, a motivação do lucro, no que diz respeito à operação de empresas de propriedade social e à alocação de bens de capital entre elas. Os lucros gerados por essas empresas seriam controlados diretamente pela força de trabalho de cada empresa ou reverteriam para a sociedade em geral na forma de um dividendo social. O anarquismo e o socialismo libertário se opõem ao uso do Estado como meio para estabelecer o socialismo, favorecendo a descentralização acima de tudo, seja para estabelecer o socialismo de não mercado ou o socialismo de mercado.
A política socialista tem uma orientação tanto internacionalista quanto nacionalista; organizada por meio de partidos políticos e contra a política partidária; às vezes coincidindo com os sindicatos e outras vezes independentes e críticos deles; e presente em países industrializados e em desenvolvimento. A social-democracia originou-se no movimento socialista, apoiando intervenções econômicas e sociais para promover a justiça social. Embora retendo nominalmente o socialismo como uma meta de longo prazo, desde o período pós-guerra, passou a abraçar uma economia mista keynesiana dentro de uma economia de mercado capitalista predominantemente desenvolvida e liberal-democrática que expande a intervenção do Estado para incluir redistribuição de renda, regulamentação e um Estado de bem-estar. A democracia econômica propõe uma espécie de socialismo de mercado, com controle mais democrático de empresas, moedas, investimentos e recursos naturais.
O movimento político socialista inclui um conjunto de filosofias políticas que se originaram nos movimentos revolucionários de meados ao final do século XVIII e por preocupação com os problemas sociais que estavam associados ao capitalismo. No final do século XIX, após o trabalho de Karl Marx e seu colaborador Friedrich Engels, o socialismo passou a significar oposição ao capitalismo e defesa de um sistema pós-capitalista baseado em alguma forma de propriedade social dos meios de produção. Na década de 1920, o comunismo e a social-democracia haviam se tornado as duas tendências políticas dominantes dentro do movimento socialista internacional, com o próprio socialismo se tornando o movimento secular mais influente do século XX. Os partidos e ideias socialistas continuam sendo uma força política com vários graus de poder e influência em todos os continentes, liderando governos nacionais em muitos países ao redor do mundo. Hoje, muitos socialistas também adotaram as causas de outros movimentos sociais, como ambientalismo, feminismo e progressismo. Apesar do surgimento da União Soviética como o primeiro Estado nominalmente socialista do mundo levou à ampla associação do socialismo com o modelo econômico soviético, alguns economistas e intelectuais argumentaram que, na prática, o modelo funcionava como uma forma de capitalismo ou uma economia administrativa ou de comando não planejada. Acadêmicos, comentaristas políticos e outros estudiosos às vezes se referem aos países do Bloco Ocidental que foram democraticamente governados por partidos socialistas e social-democratas, como Reino Unido, França e Suécia, como socialistas democráticos.

## Etimologia
Para Andrew Vincent, “a palavra 'socialismo' encontra sua raiz no latim sociare, que significa combinar ou compartilhar. O termo relacionado, mais técnico na lei romana e depois na medieval, era societas. Esta última palavra pode significar companheirismo, bem como a ideia mais legalista de um contrato consensual entre homens livres".
O uso inicial do termo socialismo foi reivindicado por Pierre Leroux, que alegou ter usado o termo pela primeira vez no jornal parisiense Le Globe em 1832. Com o sentido oposto a 'individualismo', interessado em reformas sociais, mas sem significado mais preciso. Leroux foi um seguidor de Henri de Saint-Simon, um dos fundadores do que mais tarde seria rotulado de socialismo utópico. O socialismo contrastava com a doutrina liberal do individualismo que enfatizava o valor moral do indivíduo enquanto enfatizava que as pessoas agem ou deveriam agir como se estivessem isoladas umas das outras. Os socialistas utópicos originais condenaram esta doutrina do individualismo por não abordar as preocupações sociais durante a Revolução Industrial, como pobreza, opressão e vasta desigualdade de riqueza. Eles viam sua sociedade como algo que prejudica a vida da comunidade ao basear a existência humana na competição. Eles apresentaram o socialismo como uma alternativa ao individualismo liberal baseado na propriedade compartilhada de recursos. Saint-Simon propôs o planejamento econômico, a administração científica e a aplicação da compreensão científica à organização da sociedade. Em contraste, Robert Owen propôs organizar a produção e a propriedade por meio de cooperativas. O socialismo também é atribuído na França a Marie Roch Louis Reybaud, enquanto no Reino Unido é associado a Owen, que se tornou um dos pais do movimento cooperativo. O termo se tornou corrente na década de 1840 e militantes, como Victor Considerant, usavam o termo para indicar um programa de reforma social radical antagônico à economia liberal.
A definição e o uso do termo socialismo se estabeleceram na década de 1860, substituindo conceitos como associacionista, cooperativo e mutualista que haviam sido usados como sinônimos, enquanto o comunismo caiu em desuso durante este período. Uma distinção inicial entre comunismo e socialismo era que o último visava apenas socializar a produção, enquanto o primeiro visava socializar tanto a produção quanto o consumo (na forma de livre acesso aos bens finais). Em 1888, os marxistas empregaram o termo socialismo no lugar do comunismo, já que este passou a ser considerado um sinônimo antiquado de socialismo. Foi só depois da Revolução Bolchevique que o socialismo foi apropriado por Vladimir Lenin para significar um estágio entre o capitalismo e o comunismo. Ele o usou para defender o programa bolchevique da crítica marxista de que as forças produtivas do Império Russo não eram suficientemente desenvolvidas para o comunismo. A distinção entre comunismo e socialismo tornou-se saliente em 1918 depois que o Partido Operário Social-Democrata Russo renomeou-se para Partido Comunista de Toda a Rússia, interpretando comunismo especificamente como socialistas que apoiavam a política e as teorias do bolchevismo, do leninismo e mais tarde do marxismo-leninismo, embora os partidos comunistas continuassem a se descrever como socialistas dedicados ao socialismo. De acordo com o The Oxford Handbook of Karl Marx, "Marx usou muitos termos para se referir a uma sociedade pós-capitalista — humanismo positivo, socialismo, comunismo, reino da individualidade livre, associação livre de produtores, etc. Ele usou esses termos de forma totalmente intercambiável. A noção de que 'socialismo' e 'comunismo' são etapas históricas distintas é alheia à sua obra e só entrou no léxico do marxismo após sua morte".
Na Europa cristã, acreditava-se que os comunistas adotavam o ateísmo. Na Inglaterra protestante, o comunismo estava muito próximo do rito de comunhão católico romano, portanto socialista era o termo preferido. Engels argumentou que em 1848, quando o Manifesto Comunista foi publicado, o socialismo era respeitável na Europa, enquanto o comunismo não. Os owenistas na Inglaterra e os fourieristas na França eram considerados socialistas respeitáveis, enquanto os movimentos da classe trabalhadora que "proclamavam a necessidade de uma mudança social total" se autodenominavam comunistas. Este ramo do socialismo produziu a obra comunista de Étienne Cabet na França e de Wilhelm Weitling na Alemanha. O filósofo moral britânico John Stuart Mill discutiu uma forma de socialismo econômico dentro de um contexto liberal que mais tarde seria conhecido como socialismo liberal. Em edições posteriores de seus Princípios de Economia Política (1848), Mill argumentou ainda que "no que diz respeito à teoria econômica, não há nada em princípio na teoria econômica que impeça uma ordem econômica baseada em políticas socialistas" e promoveu a substituição de negócios capitalistas por cooperativas de trabalhadores. Enquanto os democratas viam as Revoluções de 1848 como uma revolução democrática que, a longo prazo, garantia liberdade, igualdade e fraternidade, os marxistas denunciavam-nas como uma traição aos ideais da classe trabalhadora por uma burguesia indiferente ao proletariado.

## História

### Socialismo primitivo

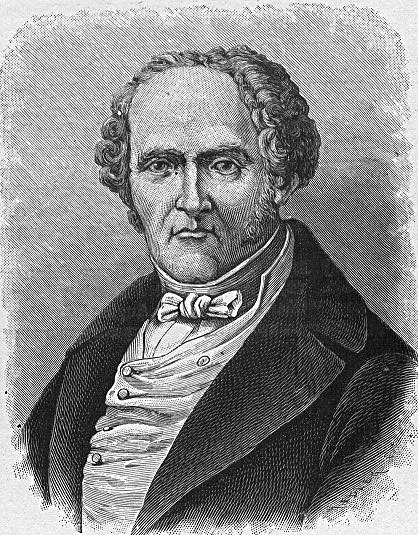
Charles Fourier, influente pensador socialista francês

Modelos e ideias socialistas que defendem a propriedade comum ou pública existem desde a Antiguidade. A economia do Império Máuria da Índia do século III a.C., uma monarquia absoluta, foi descrita por alguns estudiosos como "uma monarquia socializada" e "uma espécie de socialismo estatal" devido à "nacionalização das indústrias". Outros estudiosos sugeriram que elementos do pensamento socialista estavam presentes na política dos filósofos gregos clássicos Platão e Aristóteles. Mazaces, o Jovem (morreu por volta de 524 ou 528 d.C.), um proto-socialista comunal persa, instituiu as posses comunais e defendeu o bem público. Abu Dharr al-Ghifari, um companheiro de Maomé, é creditado por vários autores como o principal antecedente do socialismo islâmico. Os ensinamentos de Jesus são frequentemente descritos como socialistas, especialmente por socialistas cristãos. Atos 4:35: registra que na igreja primitiva em Jerusalém "ninguém alegava que qualquer uma de suas posses era sua", embora o padrão logo desapareça da história da igreja, exceto dentro do monaquismo. O socialismo cristão foi um dos fios fundadores do Partido Trabalhista britânico e afirma-se que começou com a revolta de Wat Tyler e John Ball no século XIV. Após a Revolução Francesa, ativistas e teóricos como François-Noël Babeuf, Étienne-Gabriel Morelly, Philippe Buonarroti e Auguste Blanqui influenciaram os primeiros movimentos trabalhistas e socialistas franceses. No Reino Unido, Thomas Paine propôs um plano detalhado para tributar proprietários de propriedades para pagar pelas necessidades dos pobres na obra Justiça Agrária enquanto Charles Hall escreveu Os efeitos da civilização sobre as pessoas nos Estados europeus, denunciando os efeitos do capitalismo sobre os pobres de seu tempo. Este trabalho influenciou os esquemas utópicos de Thomas Spence.
Os primeiros movimentos socialistas autoconscientes desenvolveram-se nas décadas de 1820 e 1830. Fourieristas, owenistas e sansimonianos forneceram uma série de análises e interpretações da sociedade. Os owenistas, especialmente, se sobrepuseram a outros movimentos da classe trabalhadora, como os cartistas no Reino Unido. Os cartistas reuniram um número significativo em torno da Carta do Povo de 1838, que buscava reformas democráticas voltadas para a extensão do sufrágio a todos os homens adultos. Os líderes do movimento pediram uma distribuição de renda mais equitativa e melhores condições de vida para as classes trabalhadoras. Os primeiros sindicatos e sociedades cooperativas de consumo seguiram o movimento cartista. Pierre-Joseph Proudhon propôs sua filosofia de mutualismo em que "todos tinham igual direito, sozinhos ou como parte de uma pequena cooperativa, de possuir e usar a terra e outros recursos necessários para ganhar a vida". Outras correntes inspiraram o socialismo cristão "muitas vezes na Grã-Bretanha e depois geralmente vindo de uma política liberal de esquerda e de um antiindustrialismo romântico" que produziu teóricos como Edward Bellamy, Charles Kingsley e Frederick Denison Maurice.
Os primeiros defensores do socialismo favoreciam o nivelamento social para criar uma sociedade meritocrática ou tecnocrática baseada no talento individual. Henri de Saint-Simon ficou fascinado com o potencial da ciência e da tecnologia e defendeu uma sociedade socialista que eliminaria os aspectos desordenados do capitalismo com base na igualdade de oportunidades. Ele buscava uma sociedade em que cada pessoa fosse classificada de acordo com as suas capacidades e recompensadas de acordo com o seu trabalho. Seu foco principal era a eficiência administrativa, industrialismo e a crença de que a ciência era essencial para o progresso. Isso foi acompanhado pelo desejo de uma economia racionalmente organizada, baseada no planejamento e voltada para o progresso científico e material em larga escala. Outros primeiros pensadores socialistas, como Charles Hall e Thomas Hodgkin, basearam suas ideias nas teorias econômicas de David Ricardo. Eles raciocinaram que o valor de equilíbrio das mercadorias se aproximava dos preços cobrados pelo produtor quando essas mercadorias estavam em oferta elástica e que esses preços do produtor correspondiam ao trabalho incorporado — o custo do trabalho (essencialmente os salários pagos) que era necessário para produzir as mercadorias. Os socialistas ricardianos viam o lucro, os juros e o aluguel como deduções desse valor de troca.
Os críticos sociais da Europa Ocidental, incluindo Louis Blanc, Charles Fourier, Charles Hall, Robert Owen, Pierre-Joseph Proudhon e Saint-Simon foram os primeiros socialistas modernos que criticaram a pobreza e a desigualdade da Revolução Industrial. Eles defenderam a reforma, Owen defendendo a transformação da sociedade em pequenas comunidades sem propriedade privada. A contribuição de Owen para o socialismo moderno foi sua afirmação de que as ações e características individuais eram amplamente determinadas por seu ambiente social. Por outro lado, Fourier defendia os falanstérios (comunidades que respeitam os desejos individuais, incluindo preferências sexuais), afinidades e criatividade e entendia que o trabalho deveria ser agradável para as pessoas. As ideias de Owen e Fourier foram praticadas em comunidades intencionais por toda a Europa e América do Norte em meados do século XIX.

#### Comuna de Paris

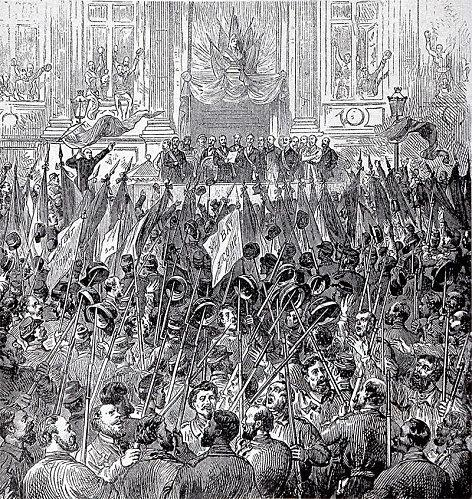
A celebração da eleição da Comuna em 28 de março de 1871 — a Comuna de Paris foi uma importante implementação inicial das ideias socialistas

A Comuna de Paris foi um governo que administrou a cidade de Paris de 18 de março (formalmente, de 28 de março) a 28 de maio de 1871. A Comuna foi o resultado de um levante na capital francesa depois que o país foi derrotado na Guerra Franco-Prussiana. As eleições da Comuna foram realizadas em 26 de março. Eles elegeram um conselho de 92 membros, um membro para cada 20 mil residentes da cidade. Apesar das diferenças internas, o conselho começou a organizar os serviços públicos e chegou a um consenso sobre certas políticas tendentes a uma social-democracia progressista, laica e altamente democrática.
Como a Comuna conseguiu se reunir em menos de 60 dias no total, apenas alguns decretos foram realmente implementados, o que incluía a separação de igreja e Estado; a remissão das rendas devidas pelo período de cerco (período durante o qual o pagamento foi suspenso); a abolição do trabalho noturno nas centenas de padarias parisienses; a concessão de pensões a companheiros solteiros e filhos de Guardas Nacionais mortos durante o serviço ativo; e a devolução gratuita de todas as ferramentas e utensílios domésticos dos trabalhadores no valor de até 20 francos que haviam sido prometidos durante o cerco. A Comuna estava preocupada com o fato de trabalhadores qualificados terem sido forçados a penhorar suas ferramentas durante a guerra; o adiamento das obrigações da dívida comercial e a abolição dos juros das dívidas; e o direito dos empregados de assumir e administrar uma empresa se ela fosse abandonada por seu proprietário. A Comuna, no entanto, reconheceu o direito do proprietário anterior à indenização.

### Associação Internacional dos Trabalhadores (AIT)

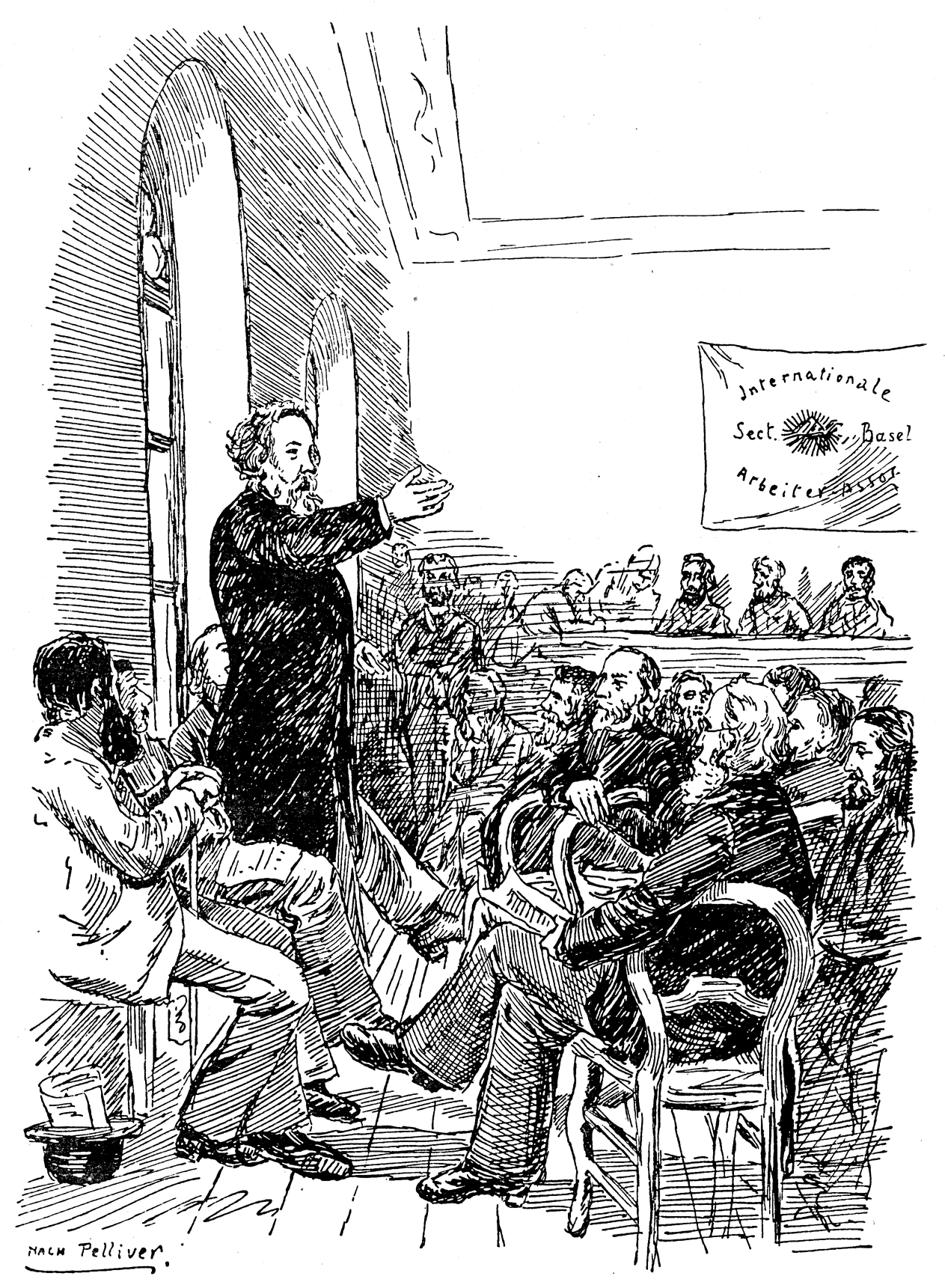
Mikhail Bakunin falando aos membros da Associação Internacional de Trabalhadores no Congresso da Basileia em 1869

Em 1864, a Associação Internacional dos Trabalhadores foi fundada em Londres. Ele uniu diversas correntes revolucionárias, incluindo socialistas como os seguidores franceses de Proudhon, blanquistas, philadelphes, sindicalistas ingleses e social-democratas. Em 1865 e 1866, realizou uma conferência preliminar e teve seu primeiro congresso em Genebra, respectivamente. Devido à sua grande variedade de filosofias, conflitos eclodiram imediatamente. As primeiras objeções a Marx vieram dos mutualistas que se opunham ao socialismo estatal. Pouco depois de Mikhail Bakunin e seus seguidores se unirem em 1868, a AIT polarizou-se em campos chefiados por Marx e Bakunin. As diferenças mais claras entre os grupos emergiram sobre suas estratégias propostas para alcançar suas visões. A AIT se tornou o primeiro grande fórum internacional para a promulgação das ideias socialistas.
Os seguidores de Bakunin eram chamados de coletivistas e buscavam coletivizar a propriedade dos meios de produção enquanto retinham o pagamento proporcional à quantidade e tipo de trabalho de cada indivíduo. Como os proudhonianos, eles afirmavam o direito de cada indivíduo ao produto de seu trabalho e a ser remunerado por sua contribuição específica para a produção. Em contraste, os anarcocomunistas buscavam a propriedade coletiva tanto dos meios quanto dos produtos do trabalho. Como disse Errico Malatesta, “em vez de correr o risco de nos confundir ao tentar distinguir o que cada um de nós fazemos, trabalhemos todos e coloquemos tudo em comum. Desta forma, cada um dará à sociedade tudo o que sua força permite até que o suficiente seja produzido para cada um; e cada um levará tudo o que precisa, limitando suas necessidades apenas naquilo que ainda não é suficiente para cada um”. O anarcocomunismo, enquanto uma filosofia político-econômica coerente, foi formulado pela primeira vez na seção italiana da AIT por Malatesta, Carlo Cafiero, Emilio Covelli, Andrea Costa e outros ex-republicanos mazzinianos. Por respeito a Bakunin, eles não explicitaram suas diferenças com o anarquismo coletivista até depois de sua morte.
O sindicalismo surgiu na França inspirado em parte por Proudhon e mais tarde por Pelloutier e Georges Sorel. Ele se desenvolveu no final do século XIX a partir do movimento sindical francês (sindicato é a palavra francesa para sindicato). Foi uma força significativa na Itália e na Espanha no início do século XX, até ser esmagada pelos regimes fascistas desses países. Nos Estados Unidos, o sindicalismo apareceu sob a forma de Industrial Workers of the World, ou "Wobblies", fundado em 1905. O sindicalismo é um sistema econômico que organiza as indústrias em confederações (sindicatos) e a economia é administrada por negociação entre especialistas e representantes dos trabalhadores de cada área, compreendendo múltiplas unidades categorizadas não competitivas. O sindicalismo é uma forma de comunismo e corporativismo econômico, mas também se refere ao movimento político e às táticas usadas para criar esse tipo de sistema. Um movimento anarquista influente baseado em ideias sindicalistas é o anarcossindicalismo. A Associação Internacional de Trabalhadores é uma federação anarcossindicalista internacional de vários sindicatos trabalhistas.
A Sociedade Fabiana é uma organização socialista britânica estabelecida para promover o socialismo por meios gradualistas e reformistas. A sociedade lançou muitas bases do Partido Trabalhista e, subsequentemente, afetou as políticas dos estados emergentes da descolonização do Império Britânico, mais notavelmente Índia e Singapura. Originalmente, a Sociedade Fabiana estava comprometida com o estabelecimento de uma economia socialista, ao lado de um compromisso com o imperialismo britânico como uma força progressista e modernizadora. Mais tarde, a sociedade funcionou principalmente como um think tank e é uma das quinze sociedades socialistas filiadas ao Partido Trabalhista britânico. Sociedades semelhantes existem na Austrália, no Canadá e na Nova Zelândia.
O socialismo corporativo é um movimento político que defende o controle operário da indústria por meio de corporações relacionadas ao comércio "em uma relação contratual implícita com o público". Originou-se no Reino Unido e teve sua maior influência no primeiro quarto do século XX. Inspirados por guildas medievais, teóricos como Samuel George Hobson e G. D. H. Cole defenderam a propriedade pública das indústrias e a organização de suas forças de trabalho em corporações, cada uma delas sob o controle democrático de seu sindicato. Os socialistas corporativos eram menos inclinados do que os fabianos a investir o poder em um Estado. Em algum momento, como no caso dos Cavaleiros do Trabalho estadunidenses, o socialismo corporativo quis abolir o sistema salarial.

### Segunda Internacional
À medida que as ideias de Marx e Engels foram ganhando aceitação, particularmente na Europa central, os socialistas buscaram se unir em uma organização internacional. Em 1889 (centenário da Revolução Francesa), foi fundada a Segunda Internacional, com 384 delegados de vinte países, representando cerca de 300 organizações sindicais e socialistas. Foi denominada Internacional Socialista e Engels foi eleito presidente honorário no terceiro congresso em 1893. Os anarquistas foram banidos, principalmente devido à pressão dos marxistas. Tem-se argumentado que em algum ponto a Segunda Internacional se transformou "em um campo de batalha sobre a questão do socialismo libertário versus o autoritário. Eles não apenas se apresentaram efetivamente como defensores dos direitos das minorias; eles também provocaram os marxistas alemães a demonstrarem uma intolerância ditatorial que foi um fator que impediu o movimento trabalhista britânico de seguir a direção marxista indicada por líderes como H. M. Hyndman".
O reformismo surgiu como uma alternativa à revolução. Eduard Bernstein foi um importante social-democrata na Alemanha que propôs o conceito de socialismo evolucionário. Os socialistas revolucionários rapidamente se voltaram para o reformismo: Rosa Luxemburgo condenou o socialismo evolucionário de Bernstein em seu ensaio de 1900 Reforma social ou revolução? O socialismo revolucionário abrange vários movimentos sociais e políticos que podem definir "revolução" de maneiras diferentes. O Partido Social Democrata da Alemanha (SPD) se tornou o maior e mais poderoso partido socialista da Europa, apesar de trabalhar ilegalmente até que as leis antissocialistas foram derrubadas em 1890. Nas eleições de 1893, ganhou 1.787.000 votos, um quarto do total de votos expressos, de acordo com Engels. Em 1895, ano de sua morte, Engels enfatizou a ênfase do Manifesto Comunista em vencer, como primeiro passo, a "batalha da democracia".

### Início do século XX

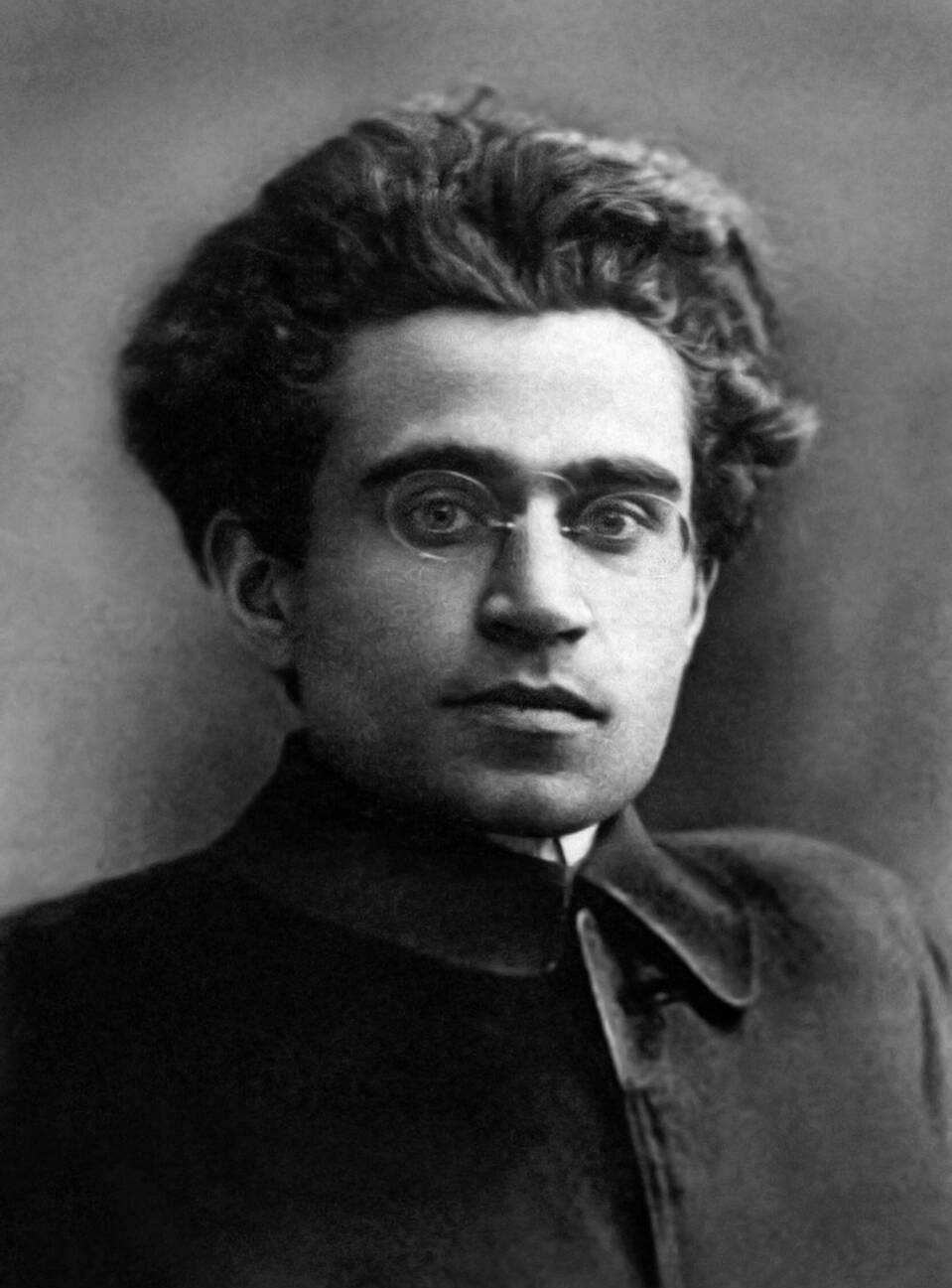
Antonio Gramsci, membro do Partido Socialista Italiano e posteriormente líder e teórico do Partido Comunista da Itália

Na Argentina, o Partido Socialista da Argentina foi estabelecido na década de 1890, liderado por Juan B. Justo e Nicolás Repetto, entre outros. Foi o primeiro partido político no país e na América Latina. O partido se filiou à Segunda Internacional. Entre 1924 e 1940, foi membro do Internacional Operária e Socialista.
Em 1904, os australianos elegeram Chris Watson como o primeiro primeiro-ministro australiano do Partido Trabalhista, tornando-se o primeiro socialista eleito democraticamente. Em 1909, o primeiro kibutz foi estabelecido na Palestina por imigrantes judeus russos. O Movimento Kibutz se expandiu ao longo do século XX seguindo uma doutrina do socialismo sionista. O Partido Trabalhista britânico conquistou pela primeira vez cadeiras na Câmara dos Comuns em 1902. A Comissão Socialista Internacional foi formada em fevereiro de 1919 em uma reunião em Berna por partidos que desejavam ressuscitar a Segunda Internacional.
Em 1917, o patriotismo da Primeira Guerra Mundial transformou-se em radicalismo político na Austrália, na maior parte da Europa e nos Estados Unidos. Outros partidos socialistas de todo o mundo que estavam começando a ganhar importância em suas políticas nacionais no início do século XX incluíam o Partido Socialista Italiano, a Seção Francesa da Internacional Operária, o Partido Socialista dos Trabalhadores Espanhóis, o Partido Social-Democrata Sueco, o Partido Trabalhista Social-Democrata Russo e o Partido Socialista na Argentina, o Partido Socialista dos Trabalhadores no Chile e o Partido Socialista da América nos Estados Unidos.

#### Revolução Russa

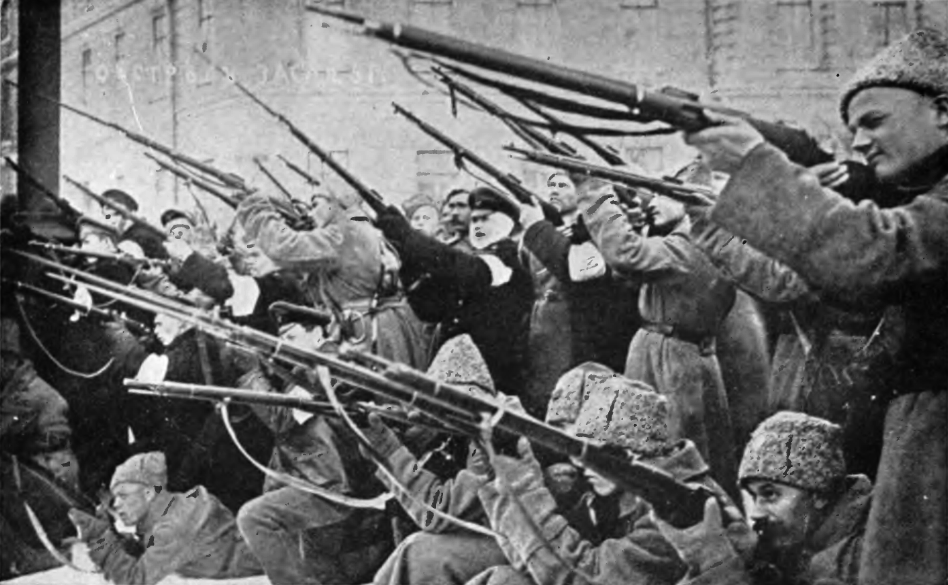
Forças revolucionárias russas durante a Revolução de Fevereiro de 1917

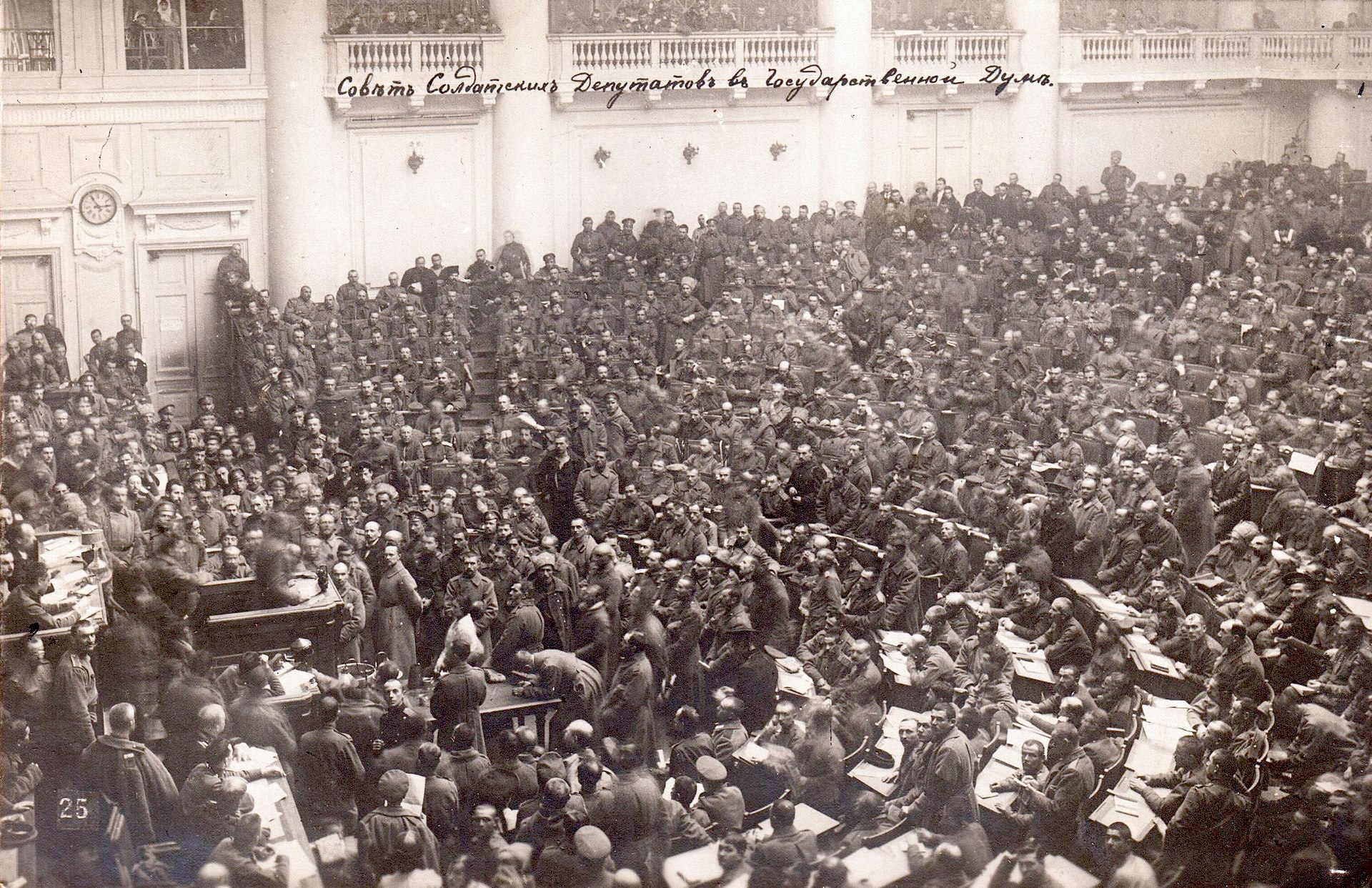
Reunião do Soviete de Petrogrado durante a Revolução de Outubro

Em fevereiro de 1917, a revolução explodiu no Império Russo. Trabalhadores, soldados e camponeses estabeleceram sovietes (conselhos), a monarquia caiu e um governo provisório se convocou até a eleição de uma assembleia constituinte. Em abril daquele ano, Vladimir Lenin, líder da facção bolchevique dos socialistas russos e conhecido por suas profundas e controversas expansões do marxismo, foi autorizado a cruzar a Alemanha para retornar do exílio na Suíça.
Lenin publicou ensaios sobre sua análise do imperialismo, a fase de monopólio e globalização do capitalismo, bem como análises sobre as condições sociais. Ele observou que, à medida que o capitalismo se desenvolveu ainda mais na Europa e na América, os trabalhadores permaneceram incapazes de ganhar consciência de classe já que estavam ocupados demais trabalhando para pagar suas despesas. Ele, portanto, propôs que a revolução social exigiria a liderança de um partido de vanguarda de revolucionários com consciência de classe da parte educada e politicamente ativa da população.
Ao chegar a Petrogrado, Lenin declarou que a revolução na Rússia apenas havia começado e que o próximo passo seria os sovietes operários assumirem plena autoridade. Ele emitiu uma tese delineando o programa bolchevique, incluindo a rejeição de qualquer legitimidade no governo provisório e a defesa do poder do Estado a ser administrado por meio dos sovietes. Os bolcheviques se tornaram a força mais influente. Em 7 de novembro, a capital do governo provisório foi invadida pelos Guardas Vermelhos bolcheviques no que mais tarde ficou conhecido como a Grande Revolução Socialista de Outubro. O governo provisório terminou e a República Socialista Federativa Soviética da Rússia — o primeiro Estado constitucionalmente socialista do mundo — foi estabelecida. Em 25 de janeiro de 1918, Lenin declarou "Viva a revolução socialista mundial!" no Soviete de Petrogrado e propôs um armistício imediato em todas as frentes e transferiu as terras dos proprietários de terras, a coroa e os mosteiros para os comitês de camponeses sem compensação.
No dia seguinte a assumir o poder executivo em 25 de janeiro, Lenin escreveu um Projeto de Regulamento sobre o Controle dos Trabalhadores, que concedia aos trabalhadores o controle de empresas com mais de cinco trabalhadores e funcionários de escritório e acesso a todos os livros, documentos e estoques e cujas decisões deveriam ser "vinculativas sobre os proprietários das empresas ". Governando através dos sovietes eleitos e em aliança com os socialistas-revolucionários de esquerda de base camponesa, o governo bolchevique começou a nacionalizar os bancos e a indústria; e repudiou as dívidas nacionais do regime da Dinastia Romanov. Ele pediu a paz, retirando-se da Primeira Guerra Mundial e convocou uma Assembleia Constituinte na qual o Partido Socialista Revolucionário (SR) camponês obteve a maioria.
A Assembleia Constituinte elegeu o líder Victor Chernov como presidente de uma república russa, mas rejeitou a proposta bolchevique de endossar os decretos soviéticos sobre terra, paz e controle dos trabalhadores e reconhecer o poder dos sovietes de deputados operários, soldados e camponeses. No dia seguinte, os bolcheviques declararam que a assembleia foi eleita em listas partidárias desatualizadas e o Comitê Executivo Central de Toda a Rússia dos soviéticos a dissolveu. Em março de 1919, os partidos comunistas mundiais formaram o Comintern (também conhecido como Terceira Internacional) em uma reunião em Moscou.

#### União de Partidos Socialistas para a Ação Internacional
Os partidos que não queriam fazer parte da ressuscitada Segunda Internacional (SI) ou do Comintern formaram a União de Partidos Socialistas para a Ação Internacional (UITPS, também conhecida como Internacional de Viena, União de Viena e Internacional Dois e Meio) em 27 de fevereiro de 1921 em uma conferência em Viena. O SI e a UITPS se juntaram para formar a Internacional Operária e Socialista (IOS) em maio de 1923 em uma reunião em Hamburgo. Grupos de esquerda que não concordaram com a centralização e o abandono dos sovietes pelo Partido Bolchevique levou da ala esquerdista contra os bolcheviques — tais grupos incluíam socialistas revolucionários, revolucionários socialistas de esquerda, mencheviques e anarquistas.
Dentro desse descontentamento de esquerda, os eventos de maior escala foram a rebelião e o levante anarquista liderado pelo Exército Insurrecional Revolucionário da Ucrânia que controlava uma área conhecida como Território Livre.

#### Terceira Internacional

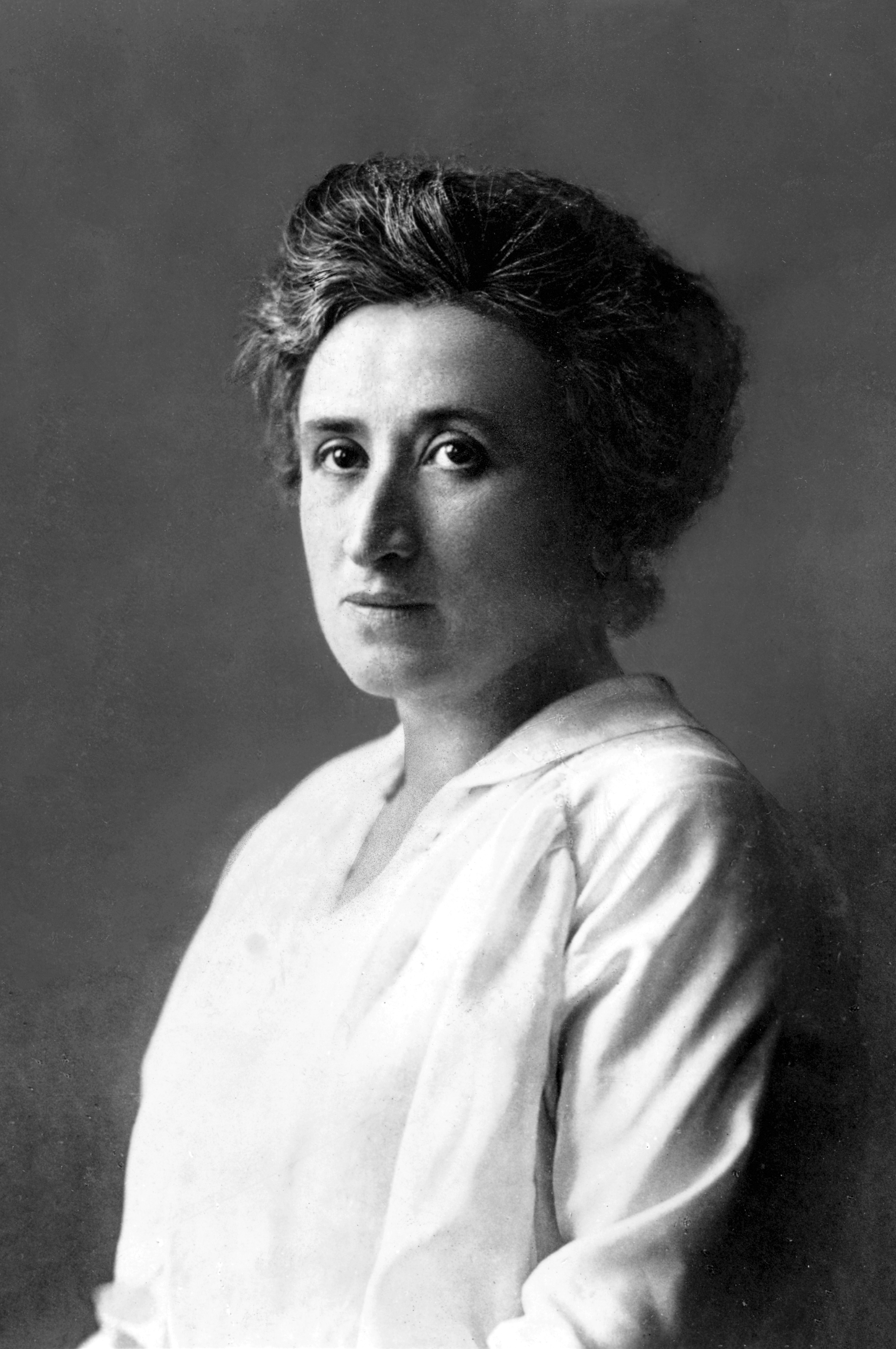
Rosa Luxemburgo, proeminente revolucionária marxista, líder do Partido Social Democrata da Alemanha e mártir e líder do levante espartaquista alemão de 1919

A Revolução Russa Bolchevique de janeiro de 1918 lançou partidos comunistas em muitos países e revoluções de 1917-1923. Poucos comunistas duvidaram que a experiência russa dependesse de revoluções socialistas da classe trabalhadora bem-sucedidas nos países capitalistas desenvolvidos. Em 1919, Lenin e Trotsky organizaram os partidos comunistas mundiais em uma associação internacional de trabalhadores — a Internacional Comunista (Comintern), também chamada de Terceira Internacional.
A Revolução Russa influenciou levantes em outros países. A Revolução Alemã de 1918-1919 substituiu o governo imperial da Alemanha por uma república. A revolução durou de novembro de 1918 até o estabelecimento da República de Weimar em agosto de 1919. Incluiu um episódio conhecido como República Soviética da Baviera e a revolta espartaquista. Na Itália, os eventos conhecidos como Biennio Rosso foram caracterizados por greves em massa, manifestações de trabalhadores e experimentos de autogestão por meio de ocupações de terras e fábricas. Em Turim e Milão, conselhos de trabalhadores foram formados e muitas ocupações de fábricas aconteceram lideradas por anarcossindicalistas organizados em torno da Unione Sindacale Italiana.
Em 1920, o Exército Vermelho comandado por Trotsky havia derrotado em grande parte os Exércitos Brancos monarquistas. Em 1921, o comunismo de guerra foi encerrado e, sob a Nova Política Econômica (NPE), a propriedade privada foi permitida para pequenas e médias empresas camponesas. Embora a indústria permanecesse amplamente controlada pelo Estado, Lenin reconheceu que a NPE era uma medida capitalista necessária para um país despreparado para o socialismo. A lucratividade voltou na forma de "homens da NPE" e os camponeses ricos (kulaks) ganharam o poder. O papel de Trotsky foi questionado por outros socialistas, incluindo ex-trotskistas. Nos Estados Unidos, Dwight Macdonald rompeu com Trotsky e deixou o Partido Socialista dos Trabalhadores ao notar a Revolta de Kronstadt, que Trotsky e outros bolcheviques reprimiram brutalmente. Ele então se mudou para o socialismo democrático e o anarquismo.
Uma crítica semelhante ao papel de Trotsky na Revolta de Kronstadt foi levantada pela anarquista estadunidense Emma Goldman. Em seu ensaio "Trotsky Protesta Demais", ela afirma: "Eu admito, a ditadura sob o governo de Stalin se tornou monstruosa. Isso, entretanto, não diminui a culpa de Leon Trotsky como um dos atores do drama revolucionário do qual Kronstadt foi uma das cenas mais sangrentas".

#### 4º Congresso Mundial da Internacional Comunista
Em 1922, o quarto congresso da Internacional Comunista assumiu a política da frente única e exortou os comunistas a trabalharem com os social-democratas comuns, embora permanecessem críticos de seus líderes por trair a classe trabalhadora ao apoiar os esforços de guerra dos capitalistas. Os social-democratas apontaram para o deslocamento causado pela revolução e, posteriormente, para o crescente autoritarismo dos partidos comunistas. O Partido Trabalhista rejeitou o pedido do Partido Comunista da Grã-Bretanha de se afiliar a eles em 1920.
Ao ver o crescente poder coercitivo do Estado soviético em 1923, um moribundo Lenin disse que a Rússia havia se revertido para "uma máquina burguesa czarista [...] mal envernizada com o socialismo". Após a morte de Lenin em janeiro de 1924, o Partido Comunista da União Soviética — então cada vez mais sob o controle de Josef Stalin — rejeitou a teoria de que o socialismo não poderia ser construído apenas na União Soviética em favor do conceito de socialismo em um país. Apesar da demanda marginalizada da Oposição de Esquerda pela restauração da democracia soviética, Stalin desenvolveu um governo burocrático e autoritário que foi condenado por socialistas democráticos, anarquistas e trotskistas por minar os ideais revolucionários.
Em 1924, a República Popular da Mongólia foi estabelecida e era governada pelo Partido Popular da Mongólia. A Revolução Russa e suas consequências motivaram partidos comunistas nacionais em outros lugares que ganharam influência política e social, na França, Estados Unidos, Itália, China, México, Brasil, Chile e Indonésia .

#### Guerra Civil Espanhola

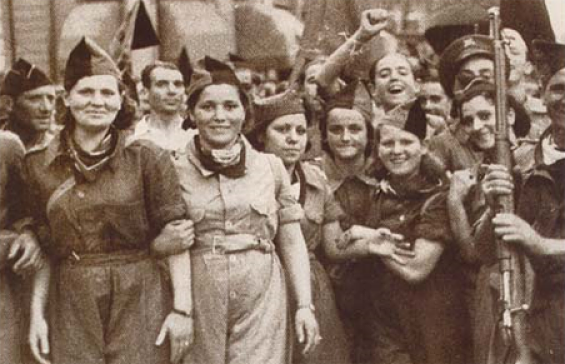
Milícia FAI durante a Revolução Espanhola em 1936

Na Espanha, em 1936, o sindicato nacional anarcossindicalista Confederación Nacional del Trabajo (CNT) inicialmente recusou-se a aderir a uma aliança eleitoral de frente popular. Sua abstenção levou à vitória eleitoral da direita. Em 1936, a CNT mudou sua política e os votos anarquistas ajudaram a devolver a frente popular ao poder. Meses depois, a antiga classe dominante tentou um golpe, desencadeando a Guerra Civil Espanhola (1936-1939).
Em resposta à rebelião do exército, um movimento de camponeses e trabalhadores de inspiração anarquista, apoiado por milícias armadas, assumiu o controle de Barcelona e de grandes áreas da Espanha rural onde coletivizaram a terra. A Revolução Espanhola foi uma revolução social dos trabalhadores que começou com a Guerra Civil Espanhola em 1936 e resultou na implementação generalizada de princípios organizacionais anarquistas e socialistas mais amplamente libertários em algumas áreas por dois a três anos, principalmente Catalunha, Aragão, Andaluzia e partes do Levante
Grande parte da economia espanhola ficou sob controle dos trabalhadores. Em fortalezas anarquistas como a Catalunha, o número chegava a 75%, mas era menor em áreas com forte influência do Partido Comunista, que resistia ativamente às tentativas de coletivização. As fábricas eram administradas por comitês de trabalhadores, as áreas agrárias eram coletivizadas e administradas como comunas libertárias. O historiador anarquista Sam Dolgoff estimou que cerca de oito milhões de pessoas participaram direta ou indiretamente da Revolução Espanhola.

### Meados do século XX

#### Pós-Segunda Guerra Mundial

Desde o final do século XIX, a rosa vermelha tornou-se símbolo do socialismo e associado à social-democracia e partidos trabalhistas (ver Rosa (símbolo))

A Quarta Internacional de Trotsky foi estabelecida na França em 1938 quando os trotskistas argumentaram que o Comintern ou Terceira Internacional havia se tornado irremediavelmente "perdido para o stalinismo" e, portanto, incapaz de conduzir a classe trabalhadora ao poder. A ascensão do nazismo e o início da Segunda Guerra Mundial levaram à dissolução do Internacional Operária e Socialista em 1940. Após a guerra, a Internacional Socialista foi formada em Frankfurt em julho de 1951 como sua sucessora.
Após a Segunda Guerra Mundial, os governos social-democratas introduziram reformas sociais e redistribuição de riqueza por meio da previdência e da tributação. Os partidos social-democratas dominaram a política do pós-guerra em países como França, Itália, Tchecoslováquia, Bélgica e Noruega. A certa altura, a França afirmou ser o país capitalista mais controlado pelo Estado do mundo. Ela nacionalizou vários serviços públicos, incluindo Charbonnages de France (CDF), Électricité de France (EDF), Gaz de France (GDF), Air France, Banque de France e Régie Nationale des Usines Renault.
Em 1945, o Partido Trabalhista britânico liderado por Clement Attlee foi eleito com base em um programa socialista radical. O governo trabalhista nacionalizou as indústrias, como minas, gás, carvão, eletricidade, ferrovia, ferro, aço e o Banco da Inglaterra. A British Petroleum foi oficialmente nacionalizada em 1951. Anthony Crosland disse que, em 1956, 25% da indústria britânica foi nacionalizada e que os funcionários públicos, incluindo aqueles em indústrias nacionalizadas, constituíam uma proporção semelhante dos trabalhadores do país. Os governos trabalhistas de 1964-1970 e 1974-1979 intervieram ainda mais. Eles renacionalizaram a British Steel (1967) depois que os conservadores a desnacionalizaram e nacionalizaram a British Leyland (1976). O Serviço Nacional de Saúde prestava assistência médica financiada pelo contribuinte a todos, gratuitamente. Habitações para a classe trabalhadora foram fornecidas em conjuntos habitacionais municipais e o ensino universitário tornou-se disponível através de um sistema de subsídio escolar.

#### Países nórdicos

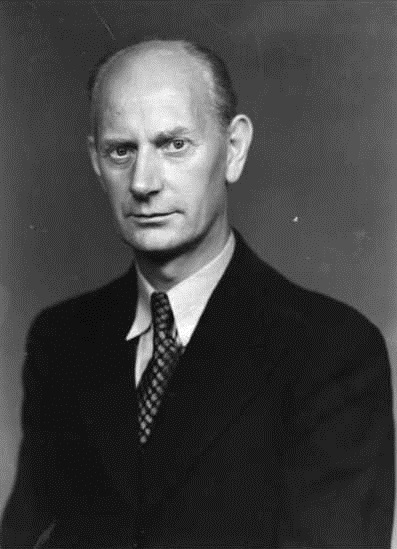
Einar Gerhardsen, primeiro-ministro da Noruega pelo Partido Trabalhista

Durante a maior parte da era pós-guerra, a Suécia foi governada pelo Partido Operário Social-Democrata Sueco, em grande parte em cooperação com sindicatos e indústria. No país, os sociais-democratas ocuparam o poder de 1936 a 1976, de 1982 a 1991, de 1994 a 2006 e de 2014 a 2023, mais recentemente em uma coalizão minoritária. Tage Erlander foi o primeiro líder do partido. Ele liderou o governo de 1946 a 1969, o mais longo governo parlamentar ininterrupto. Esses governos expandiram substancialmente o estado de bem-estar social. O primeiro-ministro sueco, Olof Palme, foi identificado como um "socialista democrático" e foi descrito como um "reformista revolucionário".
O Partido Trabalhista norueguês foi estabelecido em 1887 e era basicamente uma federação sindical. O partido não proclamou uma agenda socialista, elevando o sufrágio universal e a dissolução da união com a Suécia como suas principais prioridades. Em 1899, a Confederação Norueguesa de Sindicatos se separou do Partido Trabalhista. Na época da Revolução Russa, o Partido Trabalhista moveu-se para a esquerda e juntou-se à Internacional Comunista de 1919 a 1923. Depois disso, o partido ainda se considerava revolucionário, mas a esquerda do partido rompeu e estabeleceu o Partido Comunista da Noruega, enquanto o Partido Trabalhista gradualmente adotava uma linha reformista por volta de 1930. Em 1935, Johan Nygaardsvold estabeleceu uma coalizão que durou até 1945.
De 1946 a 1962, o Partido Trabalhista norueguês teve maioria absoluta no parlamento liderado por Einar Gerhardsen, que permaneceu como primeiro-ministro por dezessete anos. Embora o partido tenha abandonado a maioria de suas ideias socialistas anteriores à guerra, o estado de bem-estar social foi expandido sob Gerhardsen para garantir a provisão universal dos direitos humanos básicos e estabilizar a economia. Na eleição parlamentar norueguesa de 1945, o Partido Comunista obteve 12% dos votos, mas ele praticamente desapareceu durante a Guerra Fria. Na década de 1950, o socialismo popular emergiu nos países nórdicos e colocou-se entre o comunismo e a social-democracia. No início dos anos 1960, o Partido da Esquerda Socialista desafiou o Partido Trabalhista de esquerda. Também na década de 1960, Gerhardsen estabeleceu uma agência de planejamento e tentou estabelecer uma economia planejada. Na década de 1970, um partido socialista mais radical, o Partido Comunista dos Trabalhadores (AKP), rompeu com o Partido de Esquerda Socialista e teve notável influência em associações estudantis e alguns sindicatos. O AKP se identificava com a China comunista e a Albânia, mas não com a União Soviética.

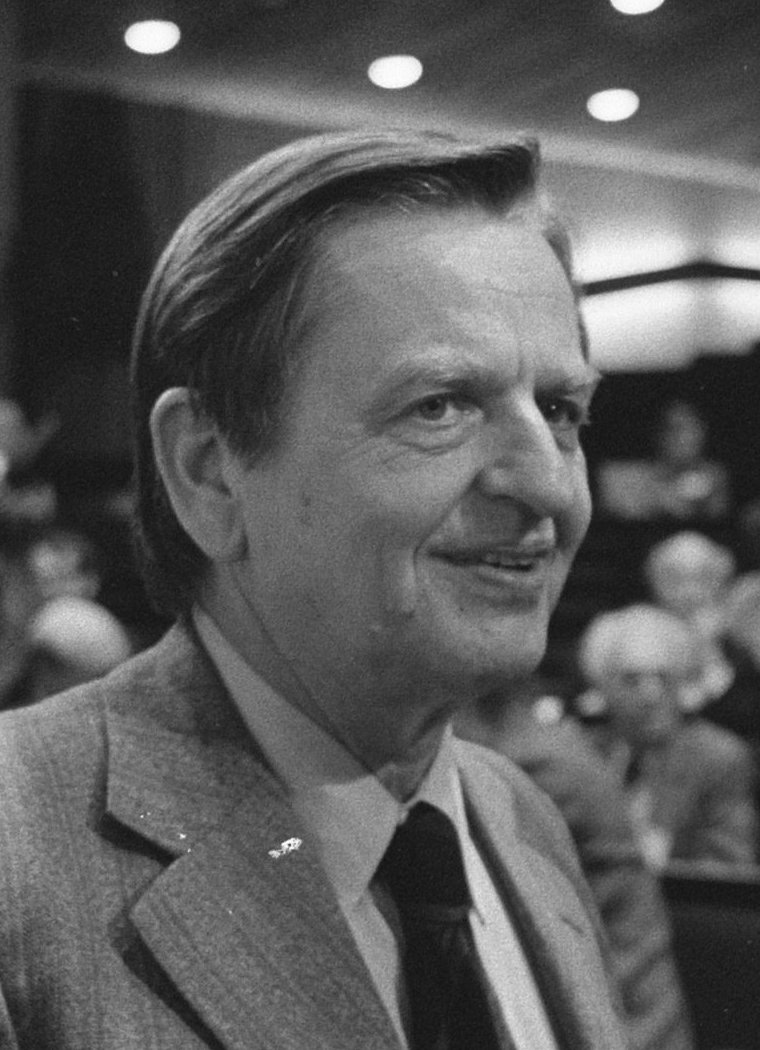
Olof Palme, primeiro-ministro sueco pelo Partido Operário Social-Democrata Sueco

Em países como a Suécia, o modelo Rehn-Meidner permitiu aos capitalistas donos de empresas produtivas e eficientes reter lucros às custas dos trabalhadores das empresas, exacerbando a desigualdade e fazendo com que os trabalhadores agitassem por uma parte dos lucros na década de 1970. Naquela época, as mulheres que trabalhavam no setor estatal passaram a exigir melhores salários. Rudolf Meidner estabeleceu um comitê de estudo que apresentou uma proposta em 1976 para transferir os lucros excedentes para fundos de investimento controlados pelos trabalhadores, com a intenção de que as empresas criassem empregos e pagassem salários mais altos, em vez de recompensar os proprietários e gerentes das empresas. Os capitalistas imediatamente rotularam essa proposta de socialismo e lançaram uma oposição sem precedentes — incluindo a revogação do compromisso de classe estabelecido no Acordo de Saltsjöbaden de 1938. Os partidos social-democratas são alguns dos mais antigos desse tipo e operam em todos os países nórdicos. Países ou sistemas políticos que há muito são dominados por partidos social-democratas são frequentemente rotulados de social-democratas. Esses países se enquadram no tipo social-democrata de "alto socialismo", que é descrito como favorável a "um alto nível de descomodificação e um baixo grau de estratificação".
O modelo nórdico é uma forma de sistema político-econômico comum aos países nórdicos (Dinamarca, Finlândia, Islândia, Noruega e Suécia). Tem três ingredientes principais, a negociação pacífica e institucionalizada entre empregadores e sindicatos; a política macroeconômica ativa, previsível e comedida; e o bem-estar universal e educação gratuita. O sistema de bem-estar social é governamental na Noruega e na Suécia, enquanto os sindicatos desempenham um papel mais importante na Dinamarca, Finlândia e Islândia. O modelo nórdico é frequentemente rotulado de social-democrata e contrastado com o modelo continental conservador e o modelo liberal anglo-americano. As principais reformas nos países nórdicos são o resultado de consenso e compromisso em todo o espectro político. As principais reformas foram implementadas em gabinetes social-democratas na Dinamarca, Noruega e Suécia, enquanto os partidos de centro-direita dominaram durante a implementação do modelo na Finlândia e na Islândia. Desde a Segunda Guerra Mundial, os países nórdicos têm mantido em grande parte uma economia mista social-democrata, caracterizada pela participação da força de trabalho, igualdade de gênero, benefícios igualitários e universais, redistribuição da riqueza e política fiscal expansionista.
Na Noruega, os primeiros seguros sociais obrigatórios foram introduzidos por gabinetes conservadores em 1895 e 1911. Durante a década de 1930, o Partido Trabalhista adotou o projeto de estado de bem-estar dos conservadores. Após a Segunda Guerra Mundial, todos os partidos políticos concordaram que o estado de bem-estar social deveria ser expandido. A segurança social universal (Folketrygden) foi introduzida pelo gabinete conservador de Borten. A economia da Noruega está aberta ao mercado internacional ou europeu para a maioria dos produtos e serviços, ingressando no mercado interno da União Europeia em 1994 por meio do Espaço Econômico Europeu. Algumas das instituições de economia mista do período pós-guerra foram relaxadas pelo gabinete conservador da década de 1980 e o mercado financeiro foi desregulamentado. Dentro da estrutura das Variedades do Capitalismo, a Finlândia, a Noruega e a Suécia são identificadas como economias de mercado coordenadas.

#### União Soviética e Europa Oriental

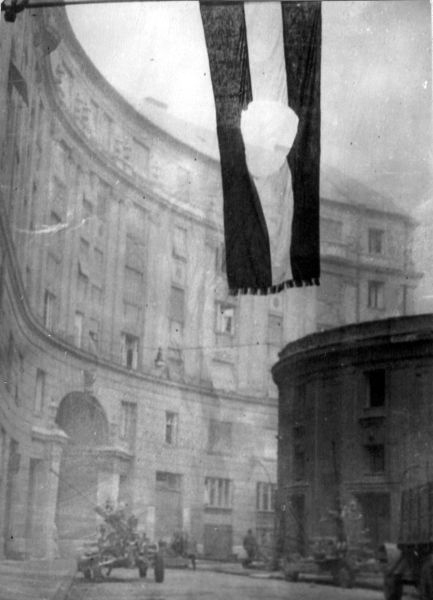
O símbolo da Revolução Húngara de 1956: a Bandeira da Hungria com o emblema comunista cortado

A era soviética viu algumas das conquistas tecnológicas mais significativas do século XX, incluindo a primeira espaçonave do mundo e o primeiro astronauta. A economia soviética foi a primeira economia planejada centralmente do mundo moderno. Adotou a propriedade estatal da indústria administrada por meio da Gosplan (Comissão de Planejamento do Estado), Gosbank (Banco do Estado) e da Gossnab (Comissão Estadual de Fornecimento de Materiais e Equipamentos).
O planejamento econômico foi conduzido por meio de Planos Quinquenais em série. A ênfase estava no desenvolvimento da indústria pesada. O país tornou-se um dos principais fabricantes mundiais de produtos industriais básicos e pesados, ao mesmo tempo que não enfatizou a produção industrial leve e os bens de consumo duráveis. A modernização trouxe um aumento geral no padrão de vida.
O Bloco Oriental era o grupo de Estados comunistas da Europa Central e Oriental, incluindo a União Soviética e os países do Pacto de Varsóvia, como a Polônia, a República Democrática Alemã, a Hungria, a Bulgária, a Tchecoslováquia, a Romênia, a Albânia e a Iugoslávia (até Informbiro em 1948). A Revolução Húngara de 1956 foi uma revolta nacional espontânea contra o governo comunista, que durou de 23 de outubro a 10 de novembro de 1956. A denúncia do líder soviético Nikita Khrushchev dos excessos do regime de Stalin durante o XX Congresso do Partido Comunista em 1956, bem como a revolta húngara, produziu desunião dentro dos partidos comunistas e socialistas da Europa Ocidental.

#### Ásia, África e América Latina
Nos anos do pós-guerra, o socialismo tornou-se cada vez mais influente em muitos países em desenvolvimento. Abraçando o socialismo do Terceiro Mundo, os países da África, Ásia e América Latina frequentemente nacionalizaram as indústrias. A Revolução Comunista Chinesa foi a segunda etapa da Guerra Civil Chinesa, que terminou com o estabelecimento da República Popular da China liderada pelo Partido Comunista Chinês. O então Partido Kuomintang chinês na década de 1920 incorporou o socialismo chinês como parte de sua ideologia.
O surgimento dessa nova entidade política no contexto da Guerra Fria foi complexo e doloroso. Vários esforços experimentais foram feitos para organizar novos Estados independentes, a fim de estabelecer uma frente comum para limitar a influência dos Estados Unidos e da União Soviética sobre eles. Isso levou à ruptura sino-soviética.

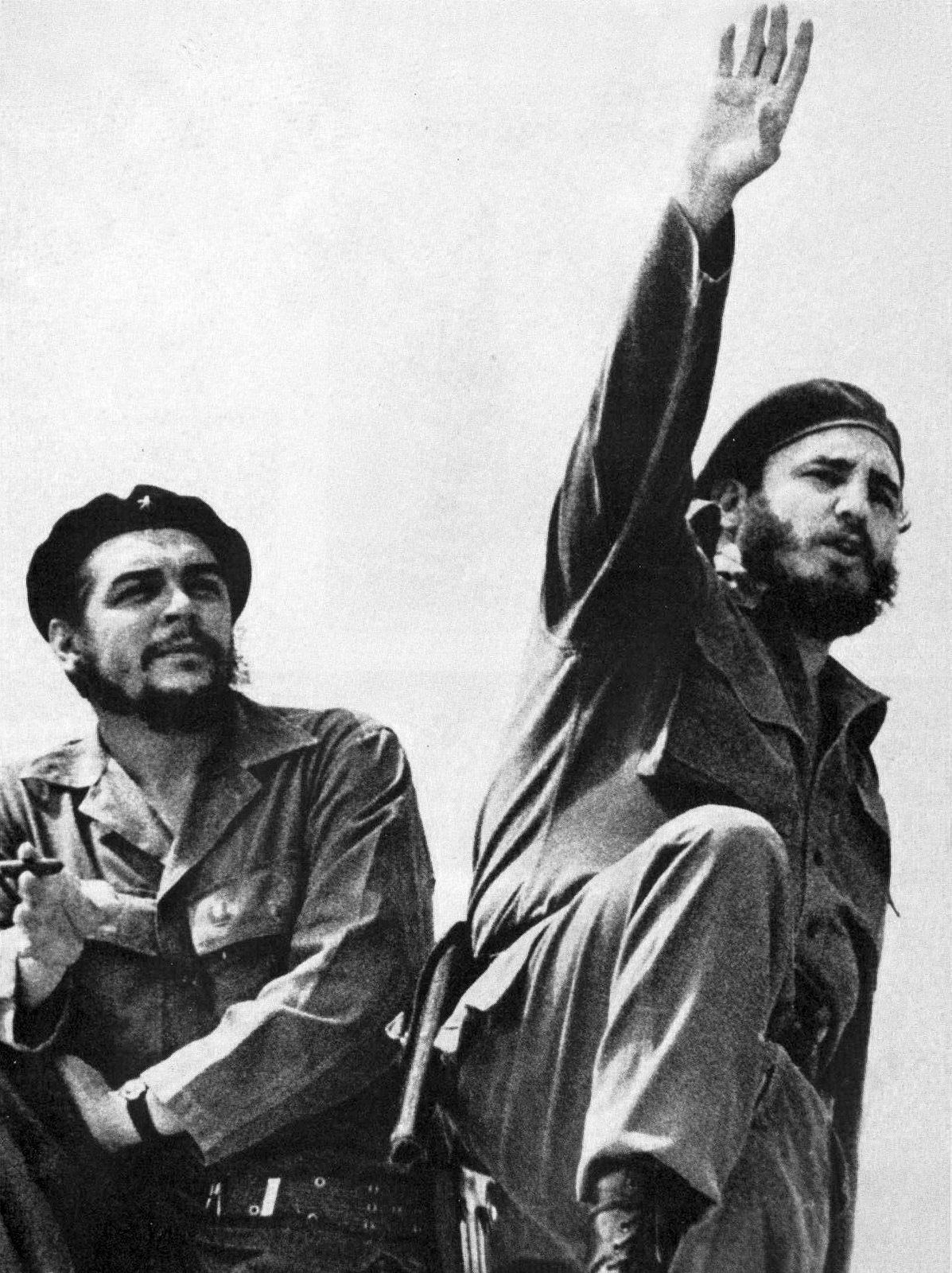
Líderes da Revolução Cubana: Che Guevara (à esquerda) e Fidel Castro (à direita) em 1961

O Movimento Não Alinhado se reuniu em torno das figuras de Jawaharlal Nehru da Índia, Sukarno da Indonésia, Josip Broz Tito da Iugoslávia e Gamal Abdel Nasser do Egito.
Após a Conferência de Genebra de 1954, que encerrou a Primeira Guerra da Indochina, a Conferência de Bandungue de 1955 reuniu Nasser, Nehru, Tito, Sukarno e o primeiro-ministro chinês Zhou Enlai. Como muitos países africanos ganharam independência durante a década de 1960, alguns deles rejeitaram o capitalismo em favor do socialismo africano como definido por Julius Nyerere da Tanzânia, Léopold Senghor do Senegal, Kwame Nkrumah de Gana e Sékou Touré da Guiné.
A Revolução Cubana (1953-1959) foi uma revolta armada conduzida pelo Movimento 26 de Julho de Fidel Castro e seus aliados contra o governo de Fulgencio Batista. O governo de Castro acabou adotando o comunismo, tornando-se o Partido Comunista de Cuba em outubro de 1965.
Na Indonésia, um regime militar de direita liderado por Suharto matou entre 500 mil e um milhão de pessoas em 1965 e 1966, principalmente para esmagar a crescente influência do Partido Comunista e de outros grupos de esquerda, com o apoio dos Estados Unidos que forneciam listas de mortes contendo milhares de nomes de supostos comunistas de alto escalão.

#### Nova Esquerda

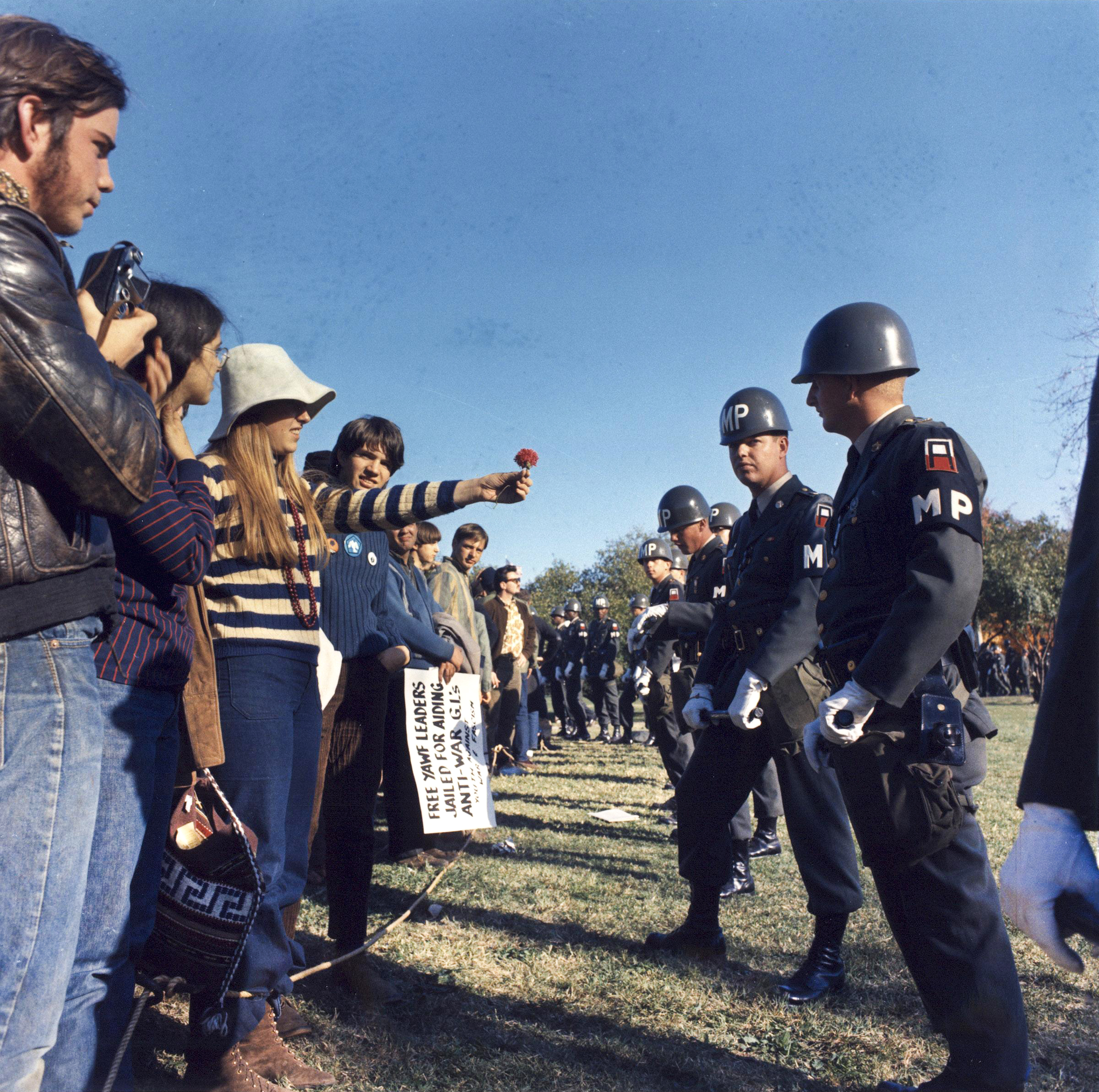
Manifestação contra a Guerra do Vietnã em Arlington, Estados Unidos, em 21 de outubro de 1967

A Nova Esquerda foi um termo usado principalmente no Reino Unido e nos Estados Unidos em referência a ativistas, educadores, agitadores e outros que, nas décadas de 1960 e 1970, buscaram implementar uma ampla gama de reformas em questões como direitos dos homossexuais, aborto, papéis de gênero e as drogas em contraste com os movimentos de esquerda ou marxistas anteriores, que adotaram uma abordagem mais vanguardista da justiça social e se concentraram principalmente na sindicalização dos trabalhadores e nas questões de classe social. A Nova Esquerda rejeitou o envolvimento com o movimento operário e com a teoria histórica da luta de classes do marxismo.
Nos Estados Unidos, a Nova Esquerda foi associada ao movimento hippie e aos movimentos de protesto contra a Guerra do Vietnã nos campi universitários, bem como aos movimentos de libertação negra, como o Partido dos Panteras Negras. Embora inicialmente formados em oposição ao Partido Democrata da "Velha Esquerda", os grupos que compõem a Nova Esquerda gradualmente se tornaram atores centrais na coalizão democrata.

#### Protestos de 1968

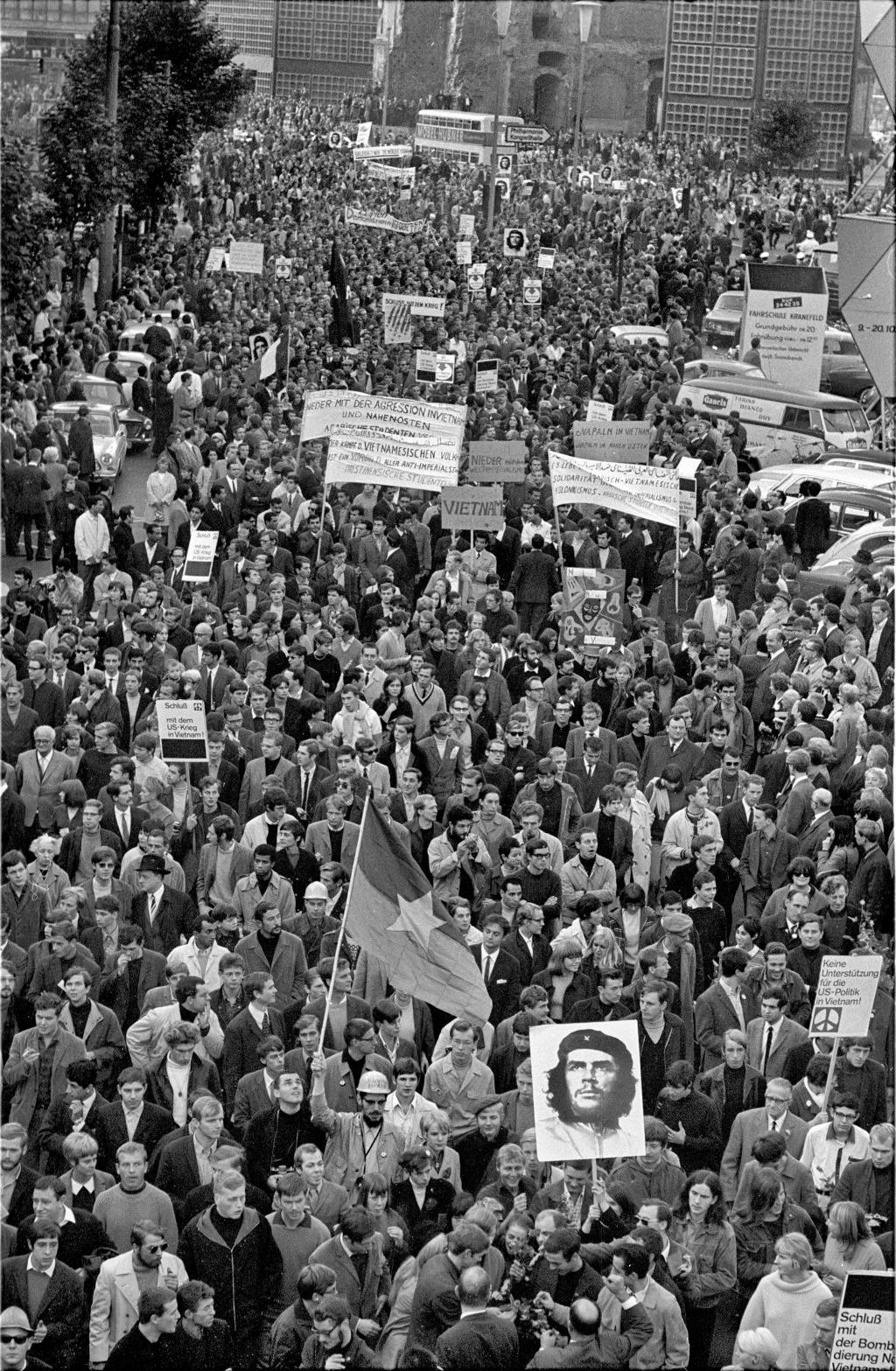
Protesto contra a Guerra do Vietnã em Berlim Ocidental em 1968

Os protestos de 1968 representaram uma escalada mundial de conflitos sociais, caracterizados predominantemente por rebeliões populares contra as elites militares, capitalistas e burocráticas que responderam com uma escalada de repressão política. Esses protestos marcaram uma virada para o movimento pelos direitos civis nos Estados Unidos, que produziu movimentos revolucionários, como os Panteras Negras. O proeminente líder dos direitos civis Martin Luther King Jr. organizou a "Campanha dos Pobres" para tratar de questões de justiça econômica, enquanto pessoalmente demonstrava simpatia pelo socialismo democrático. Em reação à ofensiva do Tet, os protestos também desencadearam um amplo movimento de oposição à Guerra do Vietnã em todos os Estados Unidos e até mesmo em Londres, Paris, Berlim e Roma. Em 1968, a Internacional das Federações Anarquistas foi fundada durante uma conferência anarquista internacional realizada em Carrara pelas três federações europeias existentes: Francesa, a Ibérica e Italiana, bem como a federação búlgara no exílio francês.
Os movimentos socialistas ou comunistas de massa cresceram não apenas nos Estados Unidos, mas também na maioria dos países europeus. A manifestação mais espetacular disso foram os protestos de maio de 1968 na França, nos quais os estudantes se uniram a greves de até dez milhões de trabalhadores e por alguns dias o movimento parecia capaz de derrubar o governo.
Em muitos outros países capitalistas, as lutas contra as ditaduras, a repressão estatal e a colonização também foram marcadas por protestos em 1968, como o início dos Troubles na Irlanda do Norte, o massacre de Tlatelolco na Cidade do México e a escalada da guerra de guerrilha contra a ditadura militar em Brasil. Países governados por partidos comunistas protestaram contra as elites burocráticas e militares. Na Europa Oriental, houve protestos generalizados que aumentaram principalmente na Primavera de Praga na Tchecoslováquia. Em resposta, a União Soviética ocupou o território tchecoslovaco, mas a ocupação foi denunciada pelos partidos comunistas italiano e francês e pelo Partido Comunista da Finlândia. Poucos líderes políticos da Europa Ocidental defenderam a ocupação, entre eles o secretário-geral comunista português Álvaro Cunhal, junto com o Partido Comunista de Luxemburgo e facções conservadoras do Partido Comunista da Grécia.
Na Revolução Cultural Chinesa, um movimento social-político da juventude se mobilizou contra os elementos "burgueses" que aparentavam estar se infiltrando no governo e na sociedade em geral, com o objetivo de restaurar o capitalismo. Este movimento motivou movimentos inspirados pelo maoismo em todo o mundo no contexto da ruptura sino-soviética.

### Final do século XX

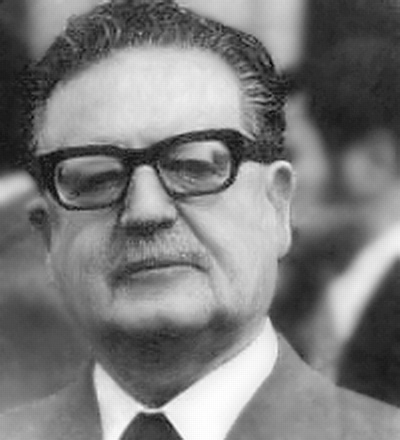
Salvador Allende, presidente do Chile e membro do Partido Socialista, cuja presidência e vida foram encerradas por um golpe militar apoiado pela CIA

Na década de 1960, uma tendência socialista dentro da Igreja Católica latino-americana apareceu e ficou conhecida como teologia da libertação Isso motivou o padre colombiano Camilo Torres Restrepo a entrar na guerrilha doELN. No Chile, Salvador Allende, médico e candidato pelo Partido Socialista, foi eleito presidente em 1970. Em 1973, seu governo foi derrubado pela ditadura militar de Augusto Pinochet, apoiada pelos Estados Unidos, que durou até o final dos anos 1980. O regime de Pinochet era o líder da Operação Condor, uma campanha de repressão e de terrorismo de Estado apoiada pelos Estados Unidos, realizada pelos serviços de inteligência dos países do Cone Sul da América Latina para eliminar a suposta subversão comunista." Na Jamaica, o socialista democrático Michael Manley serviu como quarto primeiro-ministro jamaicano de 1972 a 1980 e de 1989 a 1992. De acordo com pesquisas de opinião, ele continua sendo um dos primeiros-ministros mais populares da Jamaica desde a independência. A Revolução da Nicarágua englobou a crescente oposição à ditadura de Somoza nas décadas de 1960 e 1970, a campanha liderada pela Frente Sandinista de Libertação Nacional (FSLN) para derrubar violentamente a ditadura em 1978-1979, os esforços subsequentes da FSLN para governar a Nicarágua a partir de 1979 até 1990 e as medidas socialistas que incluíram reforma agrária e programas educacionais. O Governo Revolucionário do Povo foi proclamado em 13 de março de 1979 em Granada, mas foi derrubado pelas Forças Armadas dos Estados Unidos em 1983. A Guerra Civil Salvadorenha (1979-1992) foi um conflito entre o governo militar de El Salvador e a Frente Farabundo Martí de Libertação Nacional (FMLN), uma coalizão ou organização guarda-chuva de cinco grupos guerrilheiros socialistas. Um golpe em 15 de outubro de 1979 levou à matança de manifestantes anti-golpe pelo governo, bem como manifestantes anti-desordem pela guerrilha, e é amplamente visto como o ponto de inflexão para a guerra civil.
Na Itália, a Autonomia Operaia foi um movimento de esquerda particularmente ativo de 1976 a 1978. Teve um papel importante no movimento autonomista na década de 1970, ao lado de organizações anteriores como Potere Operaio (criada após maio de 1968) e Lotta Continua. Essa experiência estimulou o autonomismo do movimento radical socialista contemporâneo. Em 1982, o recém-eleito governo socialista francês de François Mitterrand fez nacionalizações em alguns setores importantes, incluindo bancos e seguradoras. O eurocomunismo foi uma tendência nas décadas de 1970 e 1980 em vários partidos comunistas da Europa Ocidental para desenvolver uma teoria e prática de transformação social que fosse mais relevante para um país da Europa Ocidental e menos alinhada à influência ou controle do Partido Comunista da União Soviética. Fora da Europa Ocidental, às vezes é chamado de neocomunismo. Alguns partidos comunistas com forte apoio popular, notadamente o Partido Comunista Italiano (PCI) e o Partido Comunista da Espanha (PCE) adotaram o eurocomunismo com mais entusiasmo e o Partido Comunista da Finlândia também foi dominado por eurocomunistas. O Partido Comunista Francês (PCF) e muitos partidos menores se opuseram fortemente ao eurocomunismo e permaneceram alinhados com o Partido Comunista soviético até o colapso da União Soviética.
No final da década de 1970 e na década de 1980, a Internacional Socialista (IS) teve extensos contatos e discussões com as duas potências da Guerra Fria, os Estados Unidos e a União Soviética, sobre as relações ocidente-oriente e o controle de armas. Desde então, a IS admitiu como partidos membros o FSLN da Nicarágua, o Partido da Independência de Porto Rico, bem como antigos partidos comunistas, como o Partido Democrático de Esquerda da Itália e a Frente de Libertação de Moçambique (FRELIMO). A IS ajudou os partidos social-democratas a se restabelecerem quando a ditadura deu lugar à democracia em Portugal (1974) e na Espanha (1975). Até o Congresso de Genebra de 1976, a IS tinha poucos membros fora da Europa e nenhum envolvimento formal com a América Latina.

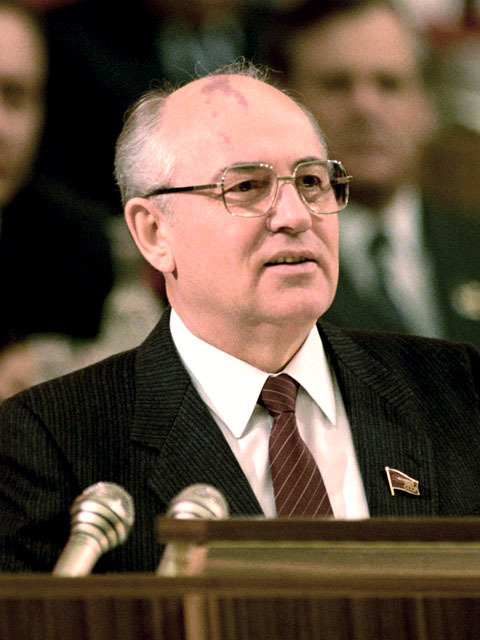
Mikhail Gorbachev, Secretário Geral do Partido Comunista da União Soviética (1985–1991)

Após a morte de Mao Zedong em 1976 e a prisão da facção conhecida como Gangue dos Quatro, culpada pelos excessos da Revolução Cultural, Deng Xiaoping assumiu o poder e conduziu a República Popular da China a reformas econômicas significativas. O Partido Comunista Chinês (PCC) afrouxou o controle governamental sobre a vida pessoal dos cidadãos e as comunas foram dissolvidas em favor de arrendamentos de terras privadas, assim, a transição da China de uma economia planejada para uma economia mista denominada "socialismo com características chinesas" manteve os direitos de propriedade estatal sobre a terra, a propriedade estatal ou cooperativa de grande parte dos setores industriais e de manufatura pesados e a influência estatal nos setores bancário e financeiro. A China adotou sua constituição atual em 4 de dezembro de 1982. O secretário-geral do Partido Comunista Chinês, Jiang Zemin, os primeiros-ministros Li Peng e Zhu Rongji lideraram o país na década de 1990. Sob sua administração, o desempenho econômico da China levou cerca de 150 milhões de camponeses saíram da pobreza e sustentaram uma taxa média de crescimento do produto interno bruto (PIB) de 11,2%.ao ano No Sexto Congresso Nacional do Partido Comunista do Vietnã em dezembro de 1986, políticos reformistas substituíram o governo da "velha guarda" por uma nova liderança. Os reformadores eram liderados por Nguyen Van Linh, de 71 anos, que se tornou o novo secretário-geral do partido. Linh e os reformadores implementaram uma série de reformas de mercado livre chamada Đổi Mới ("Renovação"), que administrou cuidadosamente a transição de uma economia planejada para uma "economia de mercado de orientação socialista". Mikhail Gorbachev desejava levar a União Soviética em direção a uma social-democracia de estilo nórdico, chamando-a de "um farol socialista para toda a humanidade". Antes de sua dissolução em 1991, a economia da União Soviética era a segunda maior do mundo, depois dos Estados Unidos. Com o colapso da URSS, a integração econômica das repúblicas soviéticas foi dissolvida e a atividade industrial geral declinou substancialmente. Um legado duradouro permanece na infraestrutura física criada durante décadas de práticas combinadas de produção industrial e destruição ambiental generalizada. A transição para o capitalismo na ex-União Soviética e no Bloco do Leste, que foi acompanhada pela "terapia de choque" inspirada no Consenso de Washington, resultou em uma queda acentuada no padrão de vida. A região experimentou o aumento da desigualdade econômica e da pobreza um aumento no excesso de mortalidade e um declínio na expectativa de vida, que foi acompanhado pelo fortalecimento de uma oligarquia empresarial recém-estabelecida na primeira. O país pós-soviético médio havia retornado aos níveis de 1989 de PIB per capita em 2005, embora alguns ainda estejam muito atrás disso, o que levou a um aumento do sentimento nacionalista e da nostalgia da era comunista.

Muitos partidos social-democratas, especialmente após a Guerra Fria, adotaram políticas de mercado neoliberais, incluindo privatização, desregulamentação e financeirização. Eles abandonaram sua busca pelo socialismo moderado em favor do liberalismo econômico. Na década de 1980, com a ascensão de políticos neoliberais conservadores, como Ronald Reagan nos Estados Unidos, Margaret Thatcher no Reino Unido, Brian Mulroney no Canadá e Augusto Pinochet no Chile, o estado de bem-estar social ocidental foi atacado de dentro, mas o apoio estatal ao corporativo setor foi mantido. Monetaristas e neoliberais atacaram os sistemas de bem-estar social como impedimentos ao empreendedorismo privado. No Reino Unido, o então líder do Partido Trabalhista, Neil Kinnock, fez um ataque público contra o grupo entrista militante na conferência do Partido Trabalhista de 1985. O Trabalhismo decidiu que o Militant não era elegível para afiliação ao partido e gradualmente expulsou seus apoiadores. A liderança de Kinnock se recusou a apoiar a greve dos mineiros de 1984–1985 sobre o fechamento de minas, uma decisão que a ala esquerda do partido e o Sindicato Nacional dos Mineiros culparam pela derrota final da greve. Em 1989, o 18º Congresso da Internacional Socialista adotou uma nova Declaração de Princípios, afirmando:
O socialismo democrático é um movimento internacional pela liberdade, justiça social e solidariedade. Seu objetivo é alcançar um mundo pacífico onde esses valores básicos possam ser valorizados e onde cada indivíduo possa viver uma vida significativa com o pleno desenvolvimento de sua personalidade e talentos, e com a garantia dos direitos humanos e civis em um contexto democrático de sociedade.
Na década de 1990, o Partido Trabalhista britânico sob o comando de Tony Blair promulgou políticas baseadas na economia de mercado livre para fornecer serviços públicos por meio da iniciativa de finanças privadas. Influente nessas políticas foi a ideia de uma Terceira Via, que exigia uma reavaliação das políticas do estado de bem-estar social. Em 1995, o Partido Trabalhista redefiniu sua postura sobre o socialismo reformulando a Cláusula IV de sua constituição, definindo o socialismo em termos éticos e removendo todas as referências à propriedade pública, trabalhista direta ou municipal dos meios de produção. O Partido Trabalhista afirmou: "O Partido Trabalhista é um partido socialista democrático. Acredita que, pela força do nosso esforço comum, alcançamos mais do que alcançamos sozinhos, de modo a criar, para cada um de nós, os meios para realizar nosso verdadeiro potencial e, para todos nós, uma comunidade em que o poder, riqueza e oportunidade estão nas mãos de muitos, não de poucos".

## Política socialista contemporânea

### África

Kwame Nkrumah, o primeiro presidente de Gana e teórico do socialismo africano, em um selo postal comemorativo da União Soviética

O socialismo africano foi e continua a ser uma ideologia importante em todo o continente. Julius Nyerere foi inspirado pelos ideais socialistas fabianos. Ele acreditava firmemente nos africanos rurais e em suas tradições e no ujamaa, um sistema de coletivização que, segundo Nyerere, estava presente antes do imperialismo europeu. Essencialmente, ele acreditava que os africanos já eram socialistas. Outros socialistas africanos incluem Jomo Kenyatta, Kenneth Kaunda, Nelson Mandela e Kwame Nkrumah. Fela Kuti foi inspirado pelo socialismo e clamou por uma república africana democrática. Na África do Sul, o Congresso Nacional Africano (ANC) abandonou suas alianças socialistas parciais após assumir o poder e seguiu uma rota neoliberal padrão. De 2005 a 2007, o país foi devastado por milhares de protestos de comunidades pobres. Um deles deu origem a um movimento em massa de moradores de barracos, o Abahlali baseMjondolo, que, apesar da grande repressão policial, continua trabalhando para o planejamento popular e contra a criação de uma economia de mercado em terras e moradias.

### Ásia
Na Ásia, os Estados com economias socialistas — como a República Popular da China, Coreia do Norte, Laos e Vietnã — se afastaram amplamente do planejamento econômico centralizado no século XXI, colocando uma ênfase maior nos mercados, como a economia de mercado socialista chinesa e a economia de mercado orientada para o socialismo vietnamita. Eles usam modelos de gestão corporativa de propriedade estatal em oposição à modelagem de empresa socialista em estilos de gestão tradicionais empregados por agências governamentais. Na China, os padrões de vida continuaram a melhorar rapidamente, apesar da recessão do final dos anos 2000, mas o controle político centralizado permaneceu rígido. Brian Reynolds Myers em seu livro The Cleanest Race, posteriormente apoiado por outros acadêmicos, rejeita a ideia de que Juche é a ideologia líder da Coreia do Norte, considerando sua exaltação pública como destinada a enganar os estrangeiros, apontando que constituição norte-coreana de 2009 omite qualquer menção ao comunismo.
Embora a autoridade do estado permanecesse incontestada sob a Đổi Mới, o governo do Vietnã incentiva a propriedade privada de fazendas e fábricas, a desregulamentação econômica e o investimento estrangeiro, enquanto mantém o controle sobre as indústrias estratégicas. A economia vietnamita posteriormente alcançou forte crescimento na produção agrícola e industrial, construção, exportações e investimento estrangeiro. No entanto, essas reformas também causaram um aumento na desigualdade de renda e disparidades de gênero.
Em outras partes da Ásia, alguns partidos socialistas e partidos comunistas eleitos permanecem proeminentes, particularmente na Índia e no Nepal. O Partido Comunista do Nepal (Marxista-Leninista Unificado), em particular, clama por democracia multipartidária, igualdade social e prosperidade econômica. Em Singapura, a maior parte do PIB ainda é gerada pelo setor estatal, composto por empresas vinculadas ao governo. No Japão, tem havido um ressurgimento do interesse pelo Partido Comunista Japonês entre os trabalhadores e a juventude. Na Malásia, o Partido Socialista da Malásia teve seu primeiro membro do Parlamento, Michael Jeyakumar Devaraj, após as eleições gerais de 2008. Em 2010, havia 270 kibutz em Israel. Suas fábricas e fazendas respondem por 9% da produção industrial de Israel, no valor de 8 bilhões de dólares e 40% de sua produção agrícola, que vale mais de 1,7 bilhão de dólares. Alguns kibutz também desenvolveram substanciais indústrias militares e de alta tecnologia. Também em 2010, o kibutz Sasa, contendo cerca de 200 membros, gerou 850 milhões de dólares em receita anual de sua indústria de plásticos militares.

### Europa
O Relatório Mundial de Felicidade de 2013 das Nações Unidas mostra que as nações mais felizes estão concentradas no norte da Europa, onde o modelo nórdico é empregado, com a Dinamarca no topo da lista. Isso às vezes é atribuído ao sucesso do modelo nórdico na região que foi rotulada de social-democrata em contraste com o modelo continental conservador e o modelo liberal anglo-americano. Os países nórdicos se classificaram em primeiro lugar nas métricas de PIB real per capita, expectativa de vida, liberdade para fazer escolhas, generosidade e baixa corrupção.
Os objetivos do Partido Socialista Europeu (PSE), bloco socialista e social-democrata do Parlamento Europeu, passam agora a «prosseguir objetivos internacionais no respeito dos princípios em que se baseia a União Europeia, nomeadamente os princípios da liberdade, igualdade, solidariedade, democracia, respeito dos Direitos do Homem e das Liberdades Fundamentais e do respeito pelo Estado de Direito”. Como resultado, hoje o grito de guerra da Revolução Francesa — Liberté, égalité, fraternité — é promovido como valores socialistas essenciais. À esquerda do PSE a nível europeu está o Partido da Esquerda Europeia (PEL), também comumente abreviado como "Esquerda Europeia"), que é um partido político a nível europeu e uma associação de socialistas democratas, socialistas e partidos políticos na União Europeia e em outros países europeus. Foi formada em Janeiro de 2004 com o objetivo de concorrer nas eleições parlamentares europeias de 2004. A PEL foi fundada de 8 a 9 de maio de 2004 em Roma. Os eurodeputados eleitos de partidos membros da Esquerda Europeia fazem parte do grupo Esquerda Unitária Europeia/Esquerda Nórdica Verde no Parlamento Europeu.

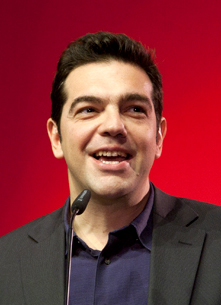
Alexis Tsipras, primeiro-ministro socialista da Grécia que liderou a Coalizão da Esquerda Radical (SYRIZA) por meio de uma vitória nas eleições legislativas gregas de janeiro de 2015

O partido socialista alemão A Esquerda cresceu em popularidade devido à insatisfação com as políticas cada vez mais neoliberais do SPD, tornando-se o quarto maior partido no parlamento nas eleições gerais de 27 de setembro de 2009. O candidato comunista Dimitris Christofias venceu um segundo turno presidencial crucial em Chipre, derrotando seu rival conservador com uma maioria de 53%. Na Irlanda, nas eleições europeias de 2009, Joe Higgins, do Partido Socialista, obteve um dos três assentos no círculo eleitoral europeu da capital Dublin.
Na Dinamarca, o Partido Popular Socialista (SF) mais que dobrou sua representação parlamentar, de 11 para 23 cadeiras, tornando-se o quarto maior partido. Em 2011, os social-democratas, o Partido Popular Socialista e o Partido Social Liberal Dinamarquês formaram governo, após uma ligeira vitória sobre a principal coligação política rival. Eles eram liderados por Helle Thorning-Schmidt e tinham a Aliança Vermelha e Verde como partido de apoio.
Na Noruega, a Coalizão Vermelha e Verde consiste no Partido Trabalhista (Ap), no Partido Socialista de Esquerda (SV) e no Partido de Centro (SP) e governou o país como um governo majoritário desde as eleições gerais de 2005 até 2013.
Na eleição legislativa grega de janeiro de 2015, a Coalizão da Esquerda Radical (SYRIZA) liderada por Alexis Tsipras venceu uma eleição legislativa pela primeira vez, enquanto o Partido Comunista da Grécia conquistou 15 assentos no parlamento. A SYRIZA foi caracterizado como um partido antissistema cujo sucesso enviou "ondas de choque por toda a UE".
No Reino Unido, o Sindicato Nacional dos Trabalhadores Ferroviários, Marítimos e de Transportes apresentou uma lista de candidatos nas eleições para o Parlamento Europeu de 2009 sob a bandeira de "Não à UE — Sim à Democracia", uma ampla coalizão altermundialista de esquerda envolvendo socialistas grupos como o Partido Socialista, com o objetivo de oferecer uma alternativa às políticas "anti-estrangeiro" e pró-negócios do Partido da Independência do Reino Unido. Nas eleições gerais seguintes de maio de 2010 no Reino Unido, a Coalizão Sindical e Socialista, lançada em janeiro de 2010 e apoiada por Bob Crow, o líder do Sindicato Nacional dos Trabalhadores em Transporte Ferroviário, Marítimo e Transporte (RMT), outros sindicatos e o Partido Socialista, entre outros grupos socialistas, se posicionaram contra o Trabalhismo em 40 círculos eleitorais. A Coalizão Sindical e Socialista contestou as eleições locais de 2011, tendo obtido o endosso da conferência do RMT de junho de 2010, mas não obteve assentos. O partido Unidade de Esquerda também foi fundado em 2013, depois que o cineasta Ken Loach apelou a um novo partido de esquerda para substituir o Partido Trabalhista, que ele alegou não ter se oposto à austeridade e se encaminhado para o neoliberalismo. Em 2015, após uma derrota nas eleições gerais britânicas de 2015, o autodenominado socialista Jeremy Corbyn substituiu Ed Miliband como líder do Partido Trabalhista.
Na França, Olivier Besancenot, o candidato da Liga Comunista Revolucionária (LCR) nas eleições presidenciais de 2007, recebeu 1.498.581 votos, ou 4,08% do eleitorado, o dobro do candidato comunista. A LCR se aboliu em 2009 para iniciar um amplo partido anticapitalista, o Novo Partido Anticapitalista, cujo objetivo declarado é "construir uma nova perspectiva socialista e democrática para o século XXI".
Em 25 de maio de 2014, o partido de esquerda espanhol Podemos inscreveu candidatos para as eleições parlamentares europeias de 2014, alguns dos quais estavam desempregados. Em um resultado surpreendente, obteve 7,98% dos votos e, portanto, recebeu cinco cadeiras em 54 enquanto a mais velha Esquerda Unida foi a terceira maior força geral, obtendo 10,03% e 5 cadeiras, 4 a mais que a anterior eleições.
O governo de Portugal instituído a 26 de novembro de 2015 foi um governo minoritário do Partido Socialista (PS) liderado pelo primeiro-ministro António Costa, que conseguiu garantir o apoio a um governo minoritário socialista pelo Bloco de Esquerda (BE), o Partido Comunista Português (PCP) e o Partido Ecologista "Os Verdes" (PEV).
Por toda a Europa e em alguns lugares da América Latina existe um centro social e um movimento de ocupação inspirado principalmente nas ideias autonomistas e anarquistas.

### América do Norte

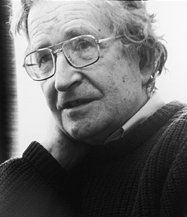
Noam Chomsky, um socialista libertário estadunidense

De acordo com um artigo de 2013 no The Guardian, "contrariamente à crença popular, os estadunidenses não têm uma alergia inata ao socialismo. Milwaukee teve vários prefeitos socialistas (Frank Zeidler, Emil Seidel e Daniel Hoan) e atualmente há um socialista independente no Senado dos Estados Unidos, Bernie Sanders de Vermont". Sanders, que já foi prefeito da maior cidade de Vermont, Burlington, se descreveu como um socialista democrático e elogiou a social-democracia de estilo escandinavo. Em 2016, Sanders concorreu à presidência como candidato do Partido Democrata, ganhando assim considerável apoio popular, principalmente entre a geração mais jovem, mas perdeu a indicação para Hillary Clinton. Em 2019, os Socialistas Democratas da América tinham dois membros no Congresso e vários membros em legislaturas estaduais e conselhos municipais. De acordo com uma pesquisa da Gallup feita em 2018, 37% dos estadunidenses adultos têm uma visão positiva do socialismo, incluindo 57% dos eleitores com tendência democrata e 16% dos eleitores com tendência republicana. Uma pesquisa YouGov de 2019 descobriu que 7 em cada 10 millennials votariam em um candidato presidencial socialista e 36% tinham uma visão favorável do comunismo. Uma pesquisa anterior da Harris feita em 2019 descobriu que o socialismo é mais popular entre as mulheres do que os homens, com 55% das mulheres entre 18 e 54 anos preferindo viver em uma sociedade socialista, enquanto a maioria dos homens pesquisados escolheu o capitalismo ao invés do socialismo.
O anticapitalismo, o anarquismo e o movimento antiglobalização ganharam destaque por meio de eventos como os protestos contra a Conferência Ministerial da Organização Mundial do Comércio de 1999 em Seattle. Grupos de inspiração socialista desempenharam um papel importante nesses movimentos, que, no entanto, abrangiam camadas muito mais amplas da população e eram defendidos por figuras como Noam Chomsky. No Canadá, a Co-operative Commonwealth Federation (CCF), a precursora do social-democrata Novo Partido Democrático (NDP), teve um sucesso significativo na política provincial. Em 1944, a CCF de Saskatchewan formou o primeiro governo socialista na América do Norte. No nível federal, o NDP foi a oposição oficial, de 2011 a 2015.
Em sua coluna linguística Johnson, a The Economist opina que nos Estados Unidos do século XXI, o termo socialismo, sem definição clara, tornou-se pejorativo e usado pelos conservadores para atacar políticas, propostas e figuras públicas liberais e progressistas.

### América Latina e Caribe
Para a Enciclopédia Britânica, “a tentativa de Salvador Allende de unir marxistas e outros reformadores em uma reconstrução socialista do Chile é mais representativa da direção que os socialistas latino-americanos tomaram desde o final do século XX. [...] Vários líderes socialistas (ou de tendência socialista) seguiram o exemplo de Allende ao ganhar a eleição para cargos públicos em países latino-americanos". O sucesso do Partido dos Trabalhadores no Brasil, formado em 1980 e que governou o país de 2003 a 2016, foi o primeiro grande avanço para essa tendência.

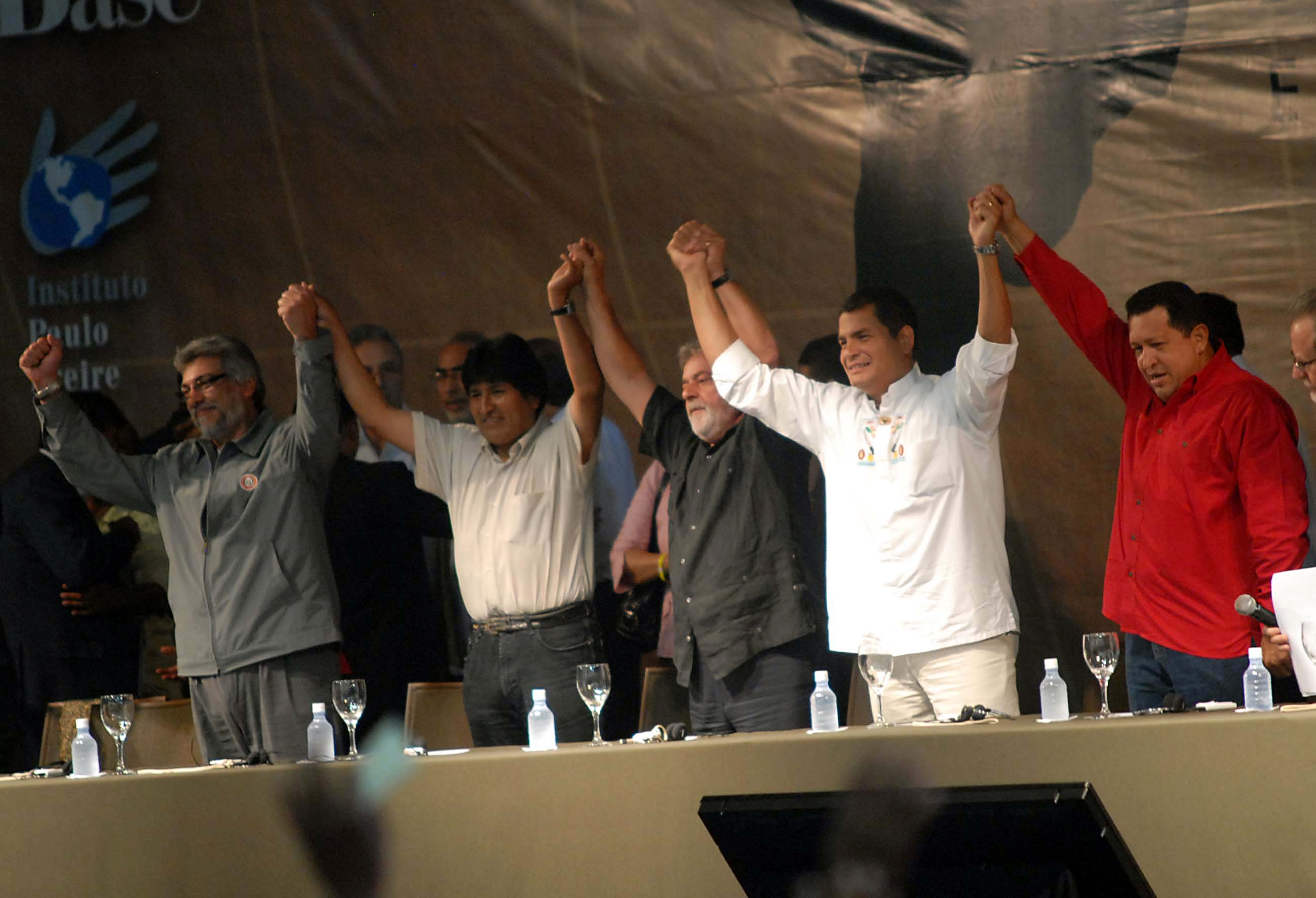
Presidentes Fernando Lugo do Paraguai, Evo Morales da Bolívia, Luiz Inácio Lula da Silva do Brasil, Rafael Correa do Equador e Hugo Chávez da Venezuela no Fórum Social Mundial para a América Latina

O Foro de São Paulo é uma conferência de partidos políticos de esquerda e outras organizações da América Latina e do Caribe. Foi lançado pelo Partido dos Trabalhadores em 1990 na cidade de São Paulo, após o PT se aproximar de outros partidos e movimentos sociais da América Latina e do Caribe com o objetivo de debater o novo cenário internacional após a queda do Muro de Berlim e das consequências da implementação do que foram tidas como políticas neoliberais adotadas na época por governos contemporâneos de direita na região, sendo o objetivo principal declarado da conferência argumentar por alternativas ao neoliberalismo. Entre seus membros estavam partidos socialistas e social-democratas no governo da região, como o Movimento ao Socialismo da Bolívia, o Partido Comunista de Cuba, a Aliança PAIS do Equador, o Partido Socialista Unido da Venezuela, o Partido Socialista do Chile, a Frente Ampla do Uruguai, a Frente Sandinista de Libertação Nacional da Nicarágua, a Frente Farabundo Martí de Libertação Nacional em El Salvador e membros da Frente de Todos da Argentina.
Na primeira década do século XXI, o presidente venezuelano Hugo Chávez, o presidente nicaraguense Daniel Ortega, o presidente boliviano Evo Morales e o presidente equatoriano Rafael Correa se referiram a seus programas políticos como socialistas, e Chávez adotou o termo "socialismo do século XXI". Depois de vencer a reeleição em dezembro de 2006, Chávez disse: "Agora, mais do que nunca, sou obrigado a mudar o caminho da Venezuela para o socialismo". Chávez também foi reeleito em outubro de 2012 para seu terceiro mandato de seis anos como presidente, mas morreu em março de 2013 de câncer. Após a morte de Chávez em 5 de março de 2013, o vice-presidente do partido de Chávez, Nicolás Maduro, assumiu os poderes e responsabilidades do presidente. Uma eleição especial foi realizada em 14 de abril do mesmo ano para eleger um novo presidente, que Maduro venceu por uma margem apertada como o candidato do Partido Socialista Unido da Venezuela e foi formalmente empossado em 19 de abril. Maré rosa é um termo usado em análise política, na mídia e em outros lugares para descrever a percepção de que a ideologia de esquerda em geral e a política de esquerda em particular foram cada vez mais influentes na América Latina nos anos 2000. Alguns dos governos da maré rosa foram criticados por passar do socialismo ao populismo e ao autoritarismo. A maré rosa foi seguida na década de 2010 por uma "onda conservadora" quando governos de direita chegaram ao poder na Argentina, Brasil e Chile, enquanto Venezuela e Nicarágua passaram por crises políticas. No entanto, o socialismo viu um ressurgimento em 2018-19, após sucessivas vitórias eleitorais de candidatos de esquerda e centro-esquerda no México, Panamá e Argentina.

### Oceania
A Austrália viu um aumento no interesse pelo socialismo no início do século XXI, especialmente entre os jovens. É mais forte em Victoria, onde três partidos socialistas se fundiram nos Socialistas Vitorianos, que visam resolver os problemas de habitação e transporte público.
Na Nova Zelândia, o socialismo emergiu dentro do movimento sindical emergente durante o final do século XIX e início do século XX. Em julho de 1916, várias organizações políticas de esquerda e sindicatos se fundiram para formar o Partido Trabalhista da Nova Zelândia. Enquanto o Trabalhismo tinha tradicionalmente uma orientação socialista, o partido mudou para uma orientação mais social-democrata durante as décadas de 1920 e 1930. Após as eleições gerais de 1935, o Primeiro Governo Trabalhista perseguiu políticas socialistas como a nacionalização da indústria, radiodifusão, transporte e implementação de um estado de bem-estar social keynesiano. No entanto, o partido não buscou a abolição do capitalismo, ao invés disso, optou por uma economia mista. O estado de bem-estar e a economia mista do trabalhismo não foram desafiados até a década de 1980. Durante a década de 1980, o Quarto Governo Trabalhista implementou uma série de reformas econômicas neoliberais conhecidas como Rogernomics, que viram a sociedade da Nova Zelândia e a economia mudarem para um modelo de mercado mais livre. O abandono do Partido Trabalhista de seus valores tradicionais fragmentou o partido. Sucessivos governos trabalhistas desde então perseguiram políticas sociais e econômicas de centro-esquerda, enquanto mantinham uma economia de mercado livre. A atual primeira-ministra da Nova Zelândia, Jacinda Ardern, atuou anteriormente como presidente da União Internacional da Juventude Socialista. Ardern é um social-democrata que criticou o capitalismo como um "fracasso flagrante" devido aos altos níveis de falta de moradia e baixos salários. A Nova Zelândia ainda tem uma pequena cena socialista, dominada principalmente por grupos trotskistas.
O socialismo melanésio se desenvolveu na década de 1980, inspirado no socialismo africano. Seu objetivo é alcançar a independência total do Reino Unido e da França nos territórios da Melanésia e a criação de uma união federal na região. É muito popular com o movimento de independência da Nova Caledônia.

### Organizações internacionais
A Aliança Progressiva é uma internacional política fundada em 22 de maio de 2013 por partidos políticos, a maioria dos quais são atuais ou ex-membros da Internacional Socialista. A organização afirma o objetivo de se tornar a rede global do "movimento progressista, democrático, social-democrata, socialista e operário".

## Teoria social e política
O pensamento socialista inicial teve influências de uma ampla gama de filosofias, como republicanismo cívico, racionalismo iluminista, romantismo, formas de materialismo, cristianismo (católico e protestante), lei natural e teoria dos direitos naturais, utilitarismo e economia política liberal. Outra base filosófica para muito do socialismo inicial foi o surgimento do positivismo durante o Iluminismo europeu. O positivismo afirmava que tanto o mundo natural quanto o social podiam ser compreendidos por meio do conhecimento científico e analisados por meio de métodos científicos. Essa perspectiva central influenciou os primeiros cientistas sociais e diferentes tipos de socialistas, desde anarquistas como Peter Kropotkin a tecnocratas como Saint Simon.

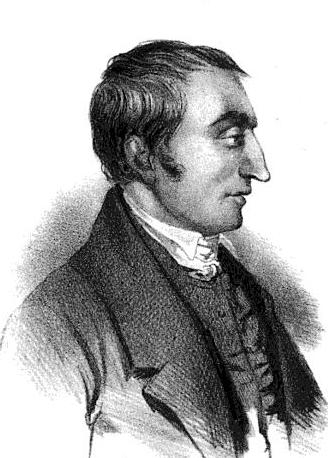
Claude Henri de Rouvroy, conde de Saint-Simon, antigo socialista francês

O objetivo fundamental do socialismo é atingir um nível avançado de produção material e, portanto, maior produtividade, eficiência e racionalidade em comparação com o capitalismo e todos os sistemas anteriores, sob a perspectiva de que uma expansão da capacidade produtiva humana é a base para a extensão da liberdade e igualdade na sociedade. Muitas formas de teoria socialista sustentam que o comportamento humano é amplamente moldado pelo ambiente social. Em particular, o socialismo afirma que costumes sociais, valores, traços culturais e práticas econômicas são criações sociais e não o resultado de uma lei natural imutável. O objeto de sua crítica não é, portanto, a avareza humana ou a consciência humana, mas as condições materiais e os sistemas sociais feitos pelo homem (isto é, a estrutura econômica da sociedade) que dá origem aos problemas sociais observados e às ineficiências. Bertrand Russell, frequentemente considerado o pai da filosofia analítica, é identificado como socialista. Russell se opôs aos aspectos da luta de classes do marxismo, vendo o socialismo apenas como um ajuste das relações econômicas para acomodar a produção da máquina moderna para beneficiar toda a humanidade por meio da redução progressiva do tempo de trabalho necessário.
Os socialistas veem a criatividade como um aspecto essencial da natureza humana e definem a liberdade como um estado de ser onde os indivíduos são capazes de expressar sua criatividade sem ser impedidos por restrições de escassez material e instituições sociais coercitivas. O conceito socialista de individualidade está entrelaçado com o conceito de expressão criativa individual. Karl Marx acreditava que a expansão das forças produtivas e da tecnologia era a base para a expansão da liberdade humana e que o socialismo, sendo um sistema consistente com os desenvolvimentos modernos da tecnologia, permitiria o florescimento de "individualidades livres" por meio da redução progressiva de tempo de trabalho necessário. A redução ao mínimo do tempo de trabalho necessário proporcionaria aos indivíduos a oportunidade de buscar o desenvolvimento de sua verdadeira individualidade e criatividade.

### Crítica ao capitalismo
Os socialistas argumentam que a acumulação de capital gera desperdício por meio de externalidades que exigem medidas regulatórias corretivas caras. Eles também apontam que esse processo gera indústrias e práticas desperdiçadoras que existem apenas para gerar demanda suficiente para que produtos, como propaganda de alta pressão, sejam vendidos com lucro, criando assim, em vez de satisfação, demanda econômica.
Os socialistas argumentam que o capitalismo consiste em atividade irracional, como a compra de mercadorias apenas para vender mais tarde, quando seu preço se valorizar, ao invés de para o consumo, mesmo que a mercadoria não possa ser vendida com lucro para indivíduos em necessidade e, portanto, um fator crucial da crítica frequentemente feita pelos socialistas é que "ganhar dinheiro", ou acumular de capital, não corresponde à satisfação da demanda (a produção de valores de uso). O critério fundamental para a atividade econômica no capitalismo é a acumulação de capital para reinvestimento na produção, mas isso estimula o desenvolvimento de novas indústrias não produtivas que não produzem valor de uso e existem apenas para manter o processo de acumulação à tona (caso contrário, o sistema entra em crise), como a disseminação do setor financeiro, contribuindo para a formação de bolhas econômicas.

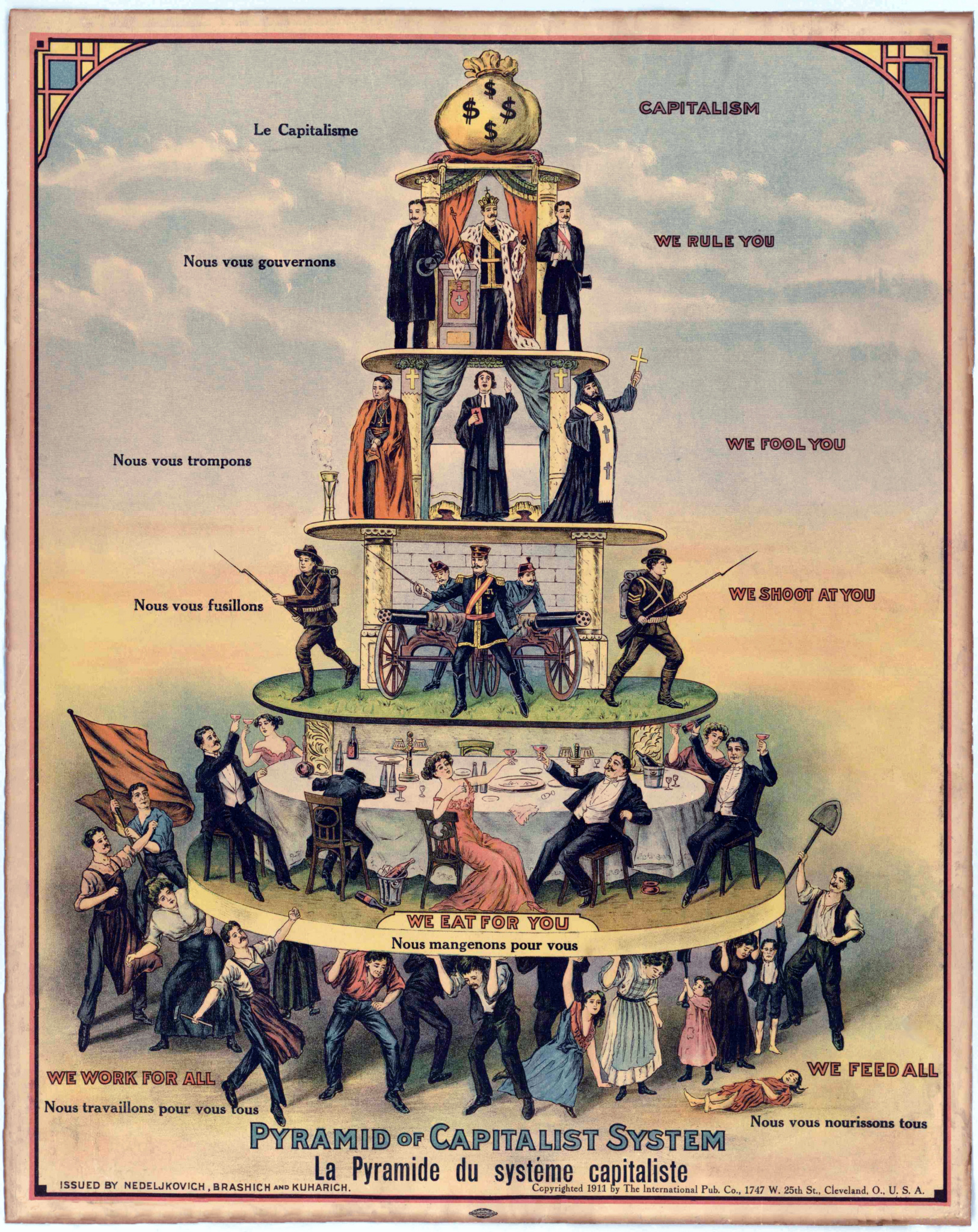
"Pirâmide do Sistema Capitalista", cartaz publicado pela IWW em 1911

Os socialistas veem as relações de propriedade privada como limitantes do potencial das forças produtivas na economia. De acordo com os socialistas, a propriedade privada se torna obsoleta quando se concentra em instituições centralizadas e socializadas baseadas na apropriação privada da receita - mas baseadas no trabalho cooperativo e no planejamento interno na alocação de insumos — até que o papel do capitalista se torne redundante. Sem a necessidade de acumulação de capital e de uma classe de proprietários, a propriedade privada dos meios de produção é percebida como uma forma ultrapassada de organização econômica que deve ser substituída por uma associação livre de indivíduos baseada na propriedade comum desses bens socializados. A propriedade privada impõe restrições ao planejamento, levando a decisões econômicas descoordenadas que resultam em flutuações de negócios, desemprego e um enorme desperdício de recursos materiais durante a crise de superprodução.
As disparidades excessivas na distribuição de renda levam à instabilidade social e exigem medidas corretivas onerosas na forma de tributação redistributiva, que incorre em pesados custos administrativos, ao mesmo tempo que enfraquece o incentivo ao trabalho, convida à desonestidade e aumenta a probabilidade de evasão fiscal, enquanto (as medidas corretivas) reduzem o eficiência global da economia de mercado. Essas políticas corretivas limitam o sistema de incentivos do mercado, fornecendo coisas como salários mínimos, seguro-desemprego, tributação dos lucros e redução do exército de reserva de trabalho, resultando em incentivos reduzidos para os capitalistas investirem em mais produção. Em essência, as políticas de bem-estar social paralisam o capitalismo e seu sistema de incentivos e, portanto, são insustentáveis no longo prazo. Os marxistas argumentam que o estabelecimento de um modo de produção socialista é a única maneira de superar essas deficiências. Os socialistas, e especificamente os socialistas marxistas, argumentam que o conflito de interesses inerente entre a classe trabalhadora e o capital impede o uso ideal dos recursos humanos disponíveis e leva a grupos de interesse contraditórios (trabalho e negócios) que se esforçam para influenciar o Estado a intervir na economia em seu favor em à custa da eficiência econômica geral.
Os primeiros socialistas (socialistas utópicos e ricardianos) criticaram o capitalismo por concentrar poder e riqueza em um pequeno segmento da sociedade. Além disso, reclamaram que o capitalismo não usa a tecnologia e os recursos disponíveis em seu potencial máximo no interesse do público.

### Marxismo
Em certo estágio de desenvolvimento, as forças produtivas materiais da sociedade entram em conflito com as relações de produção existentes ou — isso apenas expressa a mesma coisa em termos jurídicos — com as relações de propriedade no âmbito das quais operaram até agora. Então começa uma era de revolução social. As mudanças na base econômica levam, mais cedo ou mais tarde, à transformação de toda a imensa superestrutura.

—Karl Marx, Crítica ao Programa de Gotha
Karl Marx e Friedrich Engels argumentaram que o socialismo emergiria da necessidade histórica à medida que o capitalismo se tornasse obsoleto e insustentável por causa das crescentes contradições internas decorrentes do desenvolvimento das forças produtivas e da tecnologia. Foram esses avanços nas forças produtivas combinados com as velhas relações sociais de produção do capitalismo que geraram contradições, levando à consciência da classe trabalhadora.
Marx e Engels defendiam que a consciência daqueles que ganham um salário (a classe trabalhadora no sentido marxista mais amplo) seria moldada por suas condições de escravidão assalariada, levando a uma tendência de buscar sua liberdade ou emancipação pela derrubada da propriedade dos meios de produção pelos capitalistas e, consequentemente, derrubando o Estado que sustentava essa ordem econômica. Para Marx e Engels, as condições determinam a consciência e o fim do papel da classe capitalista leva eventualmente a uma sociedade sem classes na qual o Estado definharia. A concepção marxista do socialismo é a de uma fase histórica específica que deslocaria o capitalismo e precederia o comunismo.

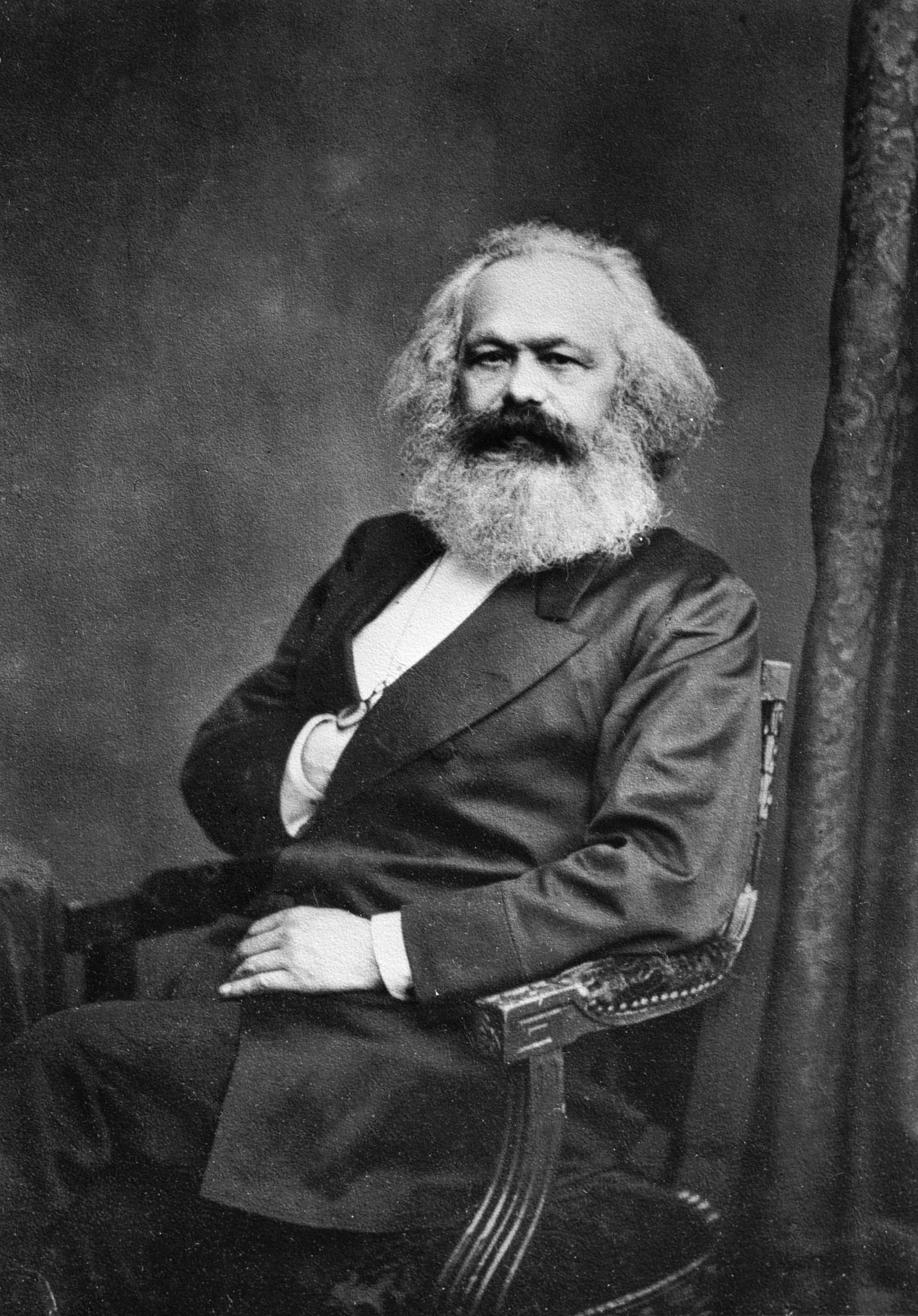
A obra Karl Marx é a base da teoria política marxista e da economia marxista

As principais características do socialismo (particularmente conforme concebido por Marx e Engels após a Comuna de Paris de 1871) são que o proletariado controlaria os meios de produção por meio de um Estado operário erigido pelos trabalhadores em seus interesses. A atividade econômica ainda seria organizada por meio do uso de sistemas de incentivos e as classes sociais ainda existiriam, mas em um grau menor e decrescente do que sob o capitalismo.
Para os marxistas ortodoxos, o socialismo é o estágio inferior do comunismo baseado no princípio "de cada um de acordo com sua capacidade, a cada um segundo sua contribuição", enquanto o comunismo de estágio superior é baseado no princípio "de cada qual, segundo sua capacidade; a cada qual, segundo suas necessidades", o estágio superior se tornaria possível somente após o estágio socialista desenvolver ainda mais a eficiência econômica e a automação da produção levar a uma superabundância de bens e serviços.
Marx argumentou que as forças produtivas materiais (na indústria e no comércio) trazidas à existência pelo capitalismo predicavam uma sociedade cooperativa, uma vez que a produção havia se tornado uma atividade social coletiva de massa da classe trabalhadora para criar mercadorias, mas com propriedade privada (as relações de produção ou propriedade relações). Este conflito entre o esforço coletivo em grandes fábricas e a propriedade privada traria um desejo consciente na classe trabalhadora de estabelecer uma propriedade coletiva proporcional aos esforços coletivos de sua experiência diária.

### Papel do Estado
Os socialistas assumiram diferentes perspectivas sobre o Estado e o papel que ele deve desempenhar nas lutas revolucionárias, na construção do socialismo e dentro de uma economia socialista estabelecida.
No século XIX, a filosofia do socialismo estatal foi explicitamente exposta pela primeira vez pelo filósofo político alemão Ferdinand Lassalle. Em contraste com a perspectiva de Estado de Karl Marx, Lassalle rejeitou o conceito de Estado como uma estrutura de poder baseada em classes, cuja principal função era preservar as estruturas de classes existente. Lassalle também rejeitou a visão marxista de que o Estado estava destinado a "definhar". Lassalle considerava o Estado uma entidade independente das lealdades de classe e um instrumento de justiça que seria, portanto, essencial para alcançar o socialismo.
Antes da revolução liderada pelos bolcheviques na Rússia, muitos socialistas, incluindo reformistas, correntes marxistas ortodoxas, como comunismo de conselhos, anarquistas e socialistas libertários, criticaram a ideia de usar o Estado para conduzir o planejamento central e possuir os meios de produção como forma de estabelecer o socialismo. Após a vitória do leninismo na Rússia, a ideia de "socialismo estatal" espalhou-se rapidamente por todo o movimento socialista e, eventualmente, o socialismo estatal passou a ser identificado com o modelo econômico soviético.
Joseph Schumpeter rejeitou a associação do socialismo e da propriedade social com a propriedade estatal dos meios de produção porque o Estado, tal como existe em sua forma atual, é um produto da sociedade capitalista e não pode ser transplantado para uma estrutura institucional diferente. Schumpeter argumentou que haveria instituições diferentes dentro do socialismo do que aquelas que existem dentro do capitalismo moderno, assim como o feudalismo tinha suas próprias formas institucionais distintas e únicas. O Estado, junto com conceitos como propriedade e tributação, eram conceitos exclusivos da sociedade comercial (capitalismo) e tentar colocá-los no contexto de uma futura sociedade socialista equivaleria a uma distorção desses conceitos, usando-os fora do contexto.

### Utópicoversuscientífico
Socialismo utópico é um termo usado para definir as primeiras correntes do pensamento socialista moderno, exemplificado pela obra de Henri de Saint-Simon, Charles Fourier e Robert Owen, que inspirou Karl Marx e outros socialistas antigos. No entanto, as visões de sociedades ideais imaginárias, que competiam com os movimentos social-democratas revolucionários, eram vistas como não sendo baseadas nas condições materiais da sociedade e como reacionárias. Embora seja tecnicamente possível que qualquer conjunto de ideias ou qualquer pessoa que viva em qualquer momento da história seja um socialista utópico, o termo é mais frequentemente aplicado aos socialistas que viveram no primeiro quarto do século XIX aos quais foi atribuído o rótulo "utópico" pelos socialistas posteriores como um termo negativo, a fim de implicar ingenuidade e descartar suas ideias como fantasiosas ou irrealistas.
Seitas religiosas cujos membros vivem em comunidade, como os anabatistas, não são geralmente chamadas de "socialistas utópicos", embora seu modo de vida seja um excelente exemplo. Eles foram classificados como socialistas religiosos por alguns. Da mesma forma, as comunidades intencionais modernas baseadas em ideias socialistas também podem ser categorizadas como "socialistas utópicos". Para os marxistas, o desenvolvimento do capitalismo na Europa Ocidental forneceu uma base material para a possibilidade de concretizar o socialismo porque, de acordo com o Manifesto Comunista, "o que a burguesia produz, acima de tudo, são os seus próprios coveiros", a saber, a classe trabalhadora, que deve tomar consciência dos objetivos históricos que a sociedade lhe fixou.

### Reformaversusrevolução
Os socialistas revolucionários acreditam que uma revolução social é necessária para efetuar mudanças estruturais na estrutura socioeconômica da sociedade. Entre os socialistas revolucionários, existem diferenças de estratégia, teoria e definição de revolução. Os marxistas ortodoxos e os comunistas de esquerda assumem uma postura impossibilista, acreditando que a revolução deve ser espontânea como resultado das contradições da sociedade devido às mudanças tecnológicas nas forças produtivas. Lenin teorizou que sob o capitalismo os trabalhadores não podem alcançar a consciência de classe além de se organizar em sindicatos e fazer demandas aos capitalistas. Portanto, os leninistas defendem que é historicamente necessário para uma vanguarda de revolucionários com consciência de classe assumir um papel central na coordenação da revolução social para derrubar o estado capitalista e, eventualmente, a instituição do estado por completo. A revolução não é necessariamente definida pelos socialistas revolucionários como uma insurreição violenta, mas como um desmantelamento completo e uma transformação rápida de todas as áreas da sociedade de classes lideradas pela maioria das massas: a classe trabalhadora.
O reformismo é geralmente associado à social-democracia e ao socialismo democrático gradual. O reformismo é a crença de que os socialistas devem concorrer às eleições parlamentares dentro da sociedade capitalista e, se eleitos, usar a máquina do governo para aprovar reformas políticas e sociais com o objetivo de amenizar as instabilidades e desigualdades do capitalismo. Dentro do socialismo, o reformismo é usado de duas maneiras diferentes. Ele não tem a intenção de trazer o socialismo ou mudanças econômicas fundamentais para a sociedade e é usado para se opor a tais mudanças estruturais. A outra é baseada na suposição de que, embora as reformas não sejam socialistas em si mesmas, elas podem ajudar a reunir apoiadores para a causa da revolução, popularizando a causa do socialismo para a classe trabalhadora.
O debate sobre a capacidade do reformismo social-democrata de levar a uma transformação socialista da sociedade tem mais de um século. O reformismo é criticado por ser paradoxal, pois busca superar o sistema econômico existente do capitalismo enquanto tenta melhorar as condições do capitalismo, fazendo-o parecer mais tolerável para a sociedade. Segundo Rosa Luxemburgo, o capitalismo não é derrubado, “pelo contrário, fortalece-se com o desenvolvimento das reformas sociais”. Na mesma linha, Stan Parker, do Partido Socialista da Grã-Bretanha, argumenta que as reformas são um desvio de energia para os socialistas e são limitadas porque devem aderir à lógica do capitalismo. O teórico social francês Andre Gorz criticou o reformismo ao defender uma terceira alternativa ao reformismo e à revolução social que ele chamou de "reformas não reformistas", especificamente focadas em mudanças estruturais no capitalismo em oposição a reformas para melhorar as condições de vida dentro do capitalismo ou para sustentá-lo através intervenções econômicas.

## Economia
A anarquia econômica da sociedade capitalista como existe hoje é, em minha opinião, a verdadeira fonte do mal. [...] Estou convencido de que só há uma maneira de eliminar esses graves males, a saber, através do estabelecimento de uma economia socialista, acompanhada por um sistema educacional que seria orientado para fins sociais. Em tal economia, os meios de produção são propriedade da própria sociedade e são utilizados de forma planejada. Uma economia planejada, que ajusta a produção às necessidades da comunidade, distribuiria o trabalho a ser feito entre todos os que podem trabalhar e garantiria o sustento de cada homem, mulher e criança. A educação do indivíduo, além de promover suas próprias habilidades inatas, tentaria desenvolver nele um senso de responsabilidade por seus semelhantes, em lugar da glorificação do poder e do sucesso em nossa sociedade atual.

—Albert Einstein, "Why Socialism?", 1949
A economia socialista parte da premissa de que "os indivíduos não vivem ou trabalham isolados, mas vivem em cooperação uns com os outros. Além disso, tudo o que as pessoas produzem é, em certo sentido, um produto social e todos os que contribuem para a produção de um bem têm direito a uma parte dele. A sociedade como um todo, portanto, deve possuir ou pelo menos controlar a propriedade para o benefício de todos os seus membros”.
A concepção original do socialismo era a de um sistema econômico pelo qual a produção era organizada de forma a produzir diretamente bens e serviços para sua utilidade (ou valor de uso na economia clássica e marxista), com a alocação direta de recursos em termos de unidades físicas em oposição ao cálculo financeiro e às leis econômicas do capitalismo (ver lei do valor), muitas vezes acarretando o fim das categorias econômicas capitalistas, como aluguel, juros, lucro e dinheiro. Em uma economia socialista totalmente desenvolvida, a produção e o equilíbrio entre as entradas e as saídas dos fatores torna-se um processo técnico a ser realizado por engenheiros.
O socialismo de mercado se refere a uma série de diferentes teorias e sistemas econômicos que usam o mecanismo de mercado para organizar a produção e alocar insumos de fatores entre empresas de propriedade social, com o excedente econômico (lucros) acumulando para a sociedade em um dividendo social em oposição aos proprietários de capital privado. Variações do socialismo de mercado incluem propostas libertárias, como o mutualismo, baseado na economia clássica, e modelos econômicos neoclássicos, como o Modelo Lange. No entanto, alguns economistas como Joseph Stiglitz, Mancur Olson e outros que não defendem posições antissocialistas especificamente mostraram que os modelos econômicos predominantes nos quais tais modelos democráticos ou de socialismo de mercado podem se basear têm falhas lógicas ou pressuposições impraticáveis.
A propriedade dos meios de produção pode ser baseada na propriedade direta pelos usuários da propriedade produtiva por meio de cooperativas de trabalhadores; ou de propriedade comum de toda a sociedade, com gestão e controle delegados àqueles que operam/utilizam os meios de produção; ou propriedade pública por um aparato estatal, o que pode referir-se à criação de empresas estatais, nacionalização, municipalização ou instituições coletivas autônomas. Alguns socialistas acham que, em uma economia socialista, pelo menos os "altos comandos" da economia devem ser propriedade pública. No entanto, os liberais econômicos e os libertários de direita veem a propriedade privada dos meios de produção e a troca de mercado como entidades naturais ou direitos morais que são centrais para suas concepções de liberdade e veem a dinâmica econômica do capitalismo como imutável e absoluta, portanto percebem a propriedade pública dos meios de produção, as cooperativas e o planejamento econômico como infrações à liberdade.
A gestão e o controle das atividades das empresas baseiam-se na autogestão e na autogovernança, com igualdade de relações de poder no local de trabalho para maximizar a autonomia ocupacional. Uma forma socialista de organização eliminaria as hierarquias de controle, de forma que apenas uma hierarquia baseada no conhecimento técnico no local de trabalho permanecesse. Cada membro teria poder de tomada de decisão na empresa e seria capaz de participar do estabelecimento de seus objetivos gerais de política. As políticas/metas seriam executadas pelos especialistas técnicos que compõem a hierarquia coordenadora da empresa, que estabeleceriam planos ou diretrizes para que a comunidade de trabalho cumprisse essas metas.
O papel e o uso do dinheiro em uma hipotética economia socialista é uma questão contestada. De acordo com o economista da escola austríaca Ludwig von Mises, um sistema econômico que não usa dinheiro, cálculo financeiro e preços de mercado seria incapaz de valorizar bens de capital e coordenar a produção de forma eficaz e, portanto, esses tipos de socialismo são impossíveis porque carecem das informações necessárias para realizar cálculos econômicos em primeiro lugar. Socialistas, incluindo Karl Marx, Robert Owen, Pierre-Joseph Proudhon e John Stuart Mill defenderam várias formas de vale-trabalho que, como o dinheiro, seriam usados para adquirir artigos de consumo, mas ao contrário do dinheiro, seriam incapazes de se tornarem capital e não seriam usados para alocar recursos dentro do processo de produção. O revolucionário bolchevique Leon Trotsky argumentou que o dinheiro não poderia ser abolido arbitrariamente após uma revolução socialista. Segundo ele, o dinheiro teria que esgotar sua “missão histórica”, ou seja, teria que ser usado até que sua função se tornasse redundante, eventualmente sendo transformado em recibos de contabilidade para estatísticos e, somente em um futuro mais distante, o dinheiro não seria necessário nem mesmo para essa função.

### Economia planejada
Uma economia planejada é um tipo de economia que consiste em uma mistura de propriedade pública dos meios de produção e a coordenação da produção e distribuição por meio do planejamento econômico. Uma economia planejada pode ser descentralizada ou centralizada. Enrico Barone forneceu uma estrutura teórica abrangente para uma economia socialista planejada. Em seu modelo, assumindo técnicas de computação perfeitas, equações simultâneas relacionando entradas e saídas a razões de equivalência forneceriam avaliações apropriadas para equilibrar oferta e demanda.
O exemplo mais proeminente de uma economia planejada foi o sistema econômico soviético e, como tal, o modelo econômico de planejamento centralizado é geralmente associado aos Estados comunistas do século XX, onde foi combinado com um sistema político de partido único. Em uma economia planejada centralmente, as decisões relativas à quantidade de bens e serviços a serem produzidos são planejadas com antecedência por uma agência de planejamento. Os sistemas econômicos da União Soviética e do Bloco de Leste são ainda classificados como "economias de comando", que são definidas como sistemas onde a coordenação econômica é realizada por comandos, diretivas e metas de produção. Estudos feitos por economistas de várias convicções políticas sobre o funcionamento real da economia soviética indicam que ela não era realmente uma economia planejada. Em vez de um planejamento consciente, a economia soviética baseou-se em um processo pelo qual o plano foi modificado por agentes localizados e os planos originais não eram cumpridos. Agências de planejamento, ministérios e empresas se adaptavam e negociavam uns com os outros durante a formulação do plano, em oposição a seguir um plano transmitido por uma autoridade superior, levando alguns economistas a sugerir que o planejamento não ocorreu realmente dentro da economia soviética e que uma descrição melhor seria uma economia "administrada" ou "gerenciada".
Embora o planejamento central fosse amplamente apoiado por marxistas-leninistas, algumas facções dentro da União Soviética antes da ascensão do stalinismo mantinham posições contrárias ao planejamento central. Leon Trotsky rejeitou o planejamento central em favor do planejamento descentralizado. Ele argumentou que os planejadores centrais, independentemente de sua capacidade intelectual, seriam incapazes de coordenar efetivamente todas as atividades econômicas dentro de uma economia porque operavam sem a contribuição e o conhecimento tácito incorporado pela participação de milhões de pessoas na economia. Como resultado, os planejadores centrais seriam incapazes de responder às condições econômicas locais. O socialismo estatal é inviável nessa visão porque as informações não podem ser agregadas por um órgão central e efetivamente usadas para formular um plano para toda a economia, porque isso resultaria em sinais de preços distorcidos ou ausentes.

### Economia autogerida
O socialismo, você vê, é um pássaro com duas asas. A definição é 'propriedade social e controle democrático dos instrumentos e meios de produção'.

—Upton Sinclair
Uma economia autogerida e descentralizada é baseada em unidades econômicas autônomas e autorreguladas e em um mecanismo descentralizado de alocação de recursos e tomada de decisões. Este modelo encontrou apoio em notáveis economistas clássicos e neoclássicos, incluindo Alfred Marshall, John Stuart Mill e Jaroslav Vanek. Existem inúmeras variações de autogestão, incluindo firmas gerenciadas por mão de obra e firmas gerenciadas por trabalhadores. Os objetivos da autogestão são eliminar a exploração e reduzir a alienação. O socialismo de guildas é um movimento político que defende o controle operário da indústria por meio de guildas relacionadas ao comércio "em uma relação contratual implícita com o público". Originou-se no Reino Unido e teve sua maior influência no primeiro quarto do século XX. Foi fortemente associado a G. D. H. Cole e influenciado pelas ideias de William Morris.
Um desses sistemas é a economia cooperativa, uma economia de mercado amplamente livre na qual os trabalhadores administram as empresas e determinam democraticamente os níveis de remuneração e as divisões de trabalho. Os recursos produtivos seriam legalmente propriedade da cooperativa e alugados aos trabalhadores, que teriam direito de usufruto. Outra forma de planejamento descentralizado é o uso da cibernética, ou o uso de computadores para gerenciar a alocação de insumos econômicos. O governo socialista de Salvador Allende, no Chile, experimentou o Projeto Cybersyn, uma ponte de informações em tempo real entre o governo, empresas estatais e consumidores. Outra variante mais recente é a economia participativa, em que a economia é planejada por conselhos descentralizados de trabalhadores e consumidores. Os trabalhadores seriam remunerados exclusivamente de acordo com o esforço e o sacrifício, de modo que aqueles que se ocupam de trabalhos perigosos, incômodos e extenuantes recebessem os rendimentos mais elevados e, assim, pudessem trabalhar menos. Um modelo contemporâneo para um socialismo autogerido e sem mercado é o modelo de coordenação negociada de Pat Devine. A coordenação negociada é baseada na propriedade social daqueles afetados pelo uso dos ativos envolvidos, com decisões tomadas por aqueles no nível de produção mais localizado.
Michel Bauwens identifica o surgimento do movimento do software aberto e da produção peer-to-peer como um novo modo alternativo de produção para a economia capitalista e planejada centralmente que se baseia na autogestão colaborativa, propriedade comum de recursos e produção de valor de uso através da livre cooperação dos produtores que têm acesso ao capital distribuído.
O anarcocomunismo é uma teoria do anarquismo que defende a abolição do Estado, da propriedade privada e do capitalismo em favor da propriedade comum dos meios de produção. O anarcossindicalismo foi praticado na Catalunha e em outros lugares da Revolução Espanhola durante a Guerra Civil Espanhola. Sam Dolgoff estimou que cerca de oito milhões de pessoas participaram direta ou pelo menos indiretamente da Revolução Espanhola.
A economia da antiga República Federal Socialista da Iugoslávia estabeleceu um sistema baseado na alocação baseada no mercado, na propriedade social dos meios de produção e na autogestão dentro das empresas. Este sistema substituiu o planejamento central de tipo soviético por um sistema descentralizado e autogerenciado após as reformas de 1953.
O economista marxista Richard D. Wolff argumenta que "reorganizar a produção para que os trabalhadores se tornem coletivamente autodirigidos em seus locais de trabalho" não apenas move a sociedade para além do capitalismo e do socialismo estatal do século passado, mas também marcaria outro marco na história humana, semelhante a transições anteriores da escravidão e do feudalismo. Como exemplo, Wolff afirma que a Mondragon é "uma alternativa de sucesso impressionante à organização capitalista da produção".

### Economia dirigida pelo Estado
O socialismo estatal pode ser usado para classificar qualquer variedade de filosofias socialistas que defendem a propriedade dos meios de produção pelo aparelho de estatal, seja como um estágio de transição entre o capitalismo e o socialismo, ou como um objetivo final em si mesmo. Normalmente, refere-se a uma forma de gestão tecnocrática, em que especialistas técnicos administram ou gerenciam empresas econômicas em nome da sociedade e do interesse público, em vez de conselhos de trabalhadores ou da democracia no local de trabalho.
Uma economia dirigida pelo Estado pode se referir a um tipo de economia mista que consiste na propriedade pública sobre grandes indústrias, conforme promovido por vários partidos políticos social-democratas durante o século XX. Essa ideologia influenciou as políticas do Partido Trabalhista britânico durante a administração de Clement Attlee. Na biografia do primeiro-ministro do Partido Trabalhista do Reino Unido de 1945, Clement Attlee, Francis Beckett afirma: "O governo [...] queria o que se tornaria conhecido como economia mista".
A nacionalização no Reino Unido foi alcançada por meio da compra compulsória da indústria (ou seja, com compensação). A British Aerospace foi uma combinação das principais empresas aeronáuticas British Aircraft Corporation, Hawker Siddeley e outras. A British Shipbuilders foi uma combinação das principais empresas de construção naval, incluindo Cammell Laird, Govan Shipbuilders, Swan Hunter e Yarrow Shipbuilders, enquanto a nacionalização das minas de carvão em 1947 criou uma comissão de carvão encarregada de gerir comercialmente a indústria do carvão para poder atender os juros a pagar sobre os títulos em que as ações dos ex-proprietários de minas haviam sido convertidas.

### Socialismo de mercado
O socialismo de mercado consiste em empresas de propriedade pública ou cooperativa operando em uma economia de mercado. É um sistema que utiliza os preços de mercado e monetários para a alocação e contabilização dos meios de produção, retendo assim o processo de acumulação de capital. O lucro gerado seria usado para remunerar diretamente os funcionários, sustentar coletivamente a empresa ou financiar instituições públicas. Nas formas de socialismo de mercado orientadas pelo Estado, em que as empresas estatais tentam maximizar o lucro, os lucros podem ser usados para financiar programas e serviços do governo por meio de um dividendo social, eliminando ou diminuindo muito a necessidade de várias formas de tributação que existem nos sistemas capitalistas. O economista neoclássico Léon Walras acreditava que uma economia socialista baseada na propriedade estatal da terra e dos recursos naturais proporcionaria um meio de financiamento público para tornar os impostos de renda desnecessários. A Iugoslávia implementou uma economia socialista de mercado baseada em cooperativas e na autogestão dos trabalhadores.

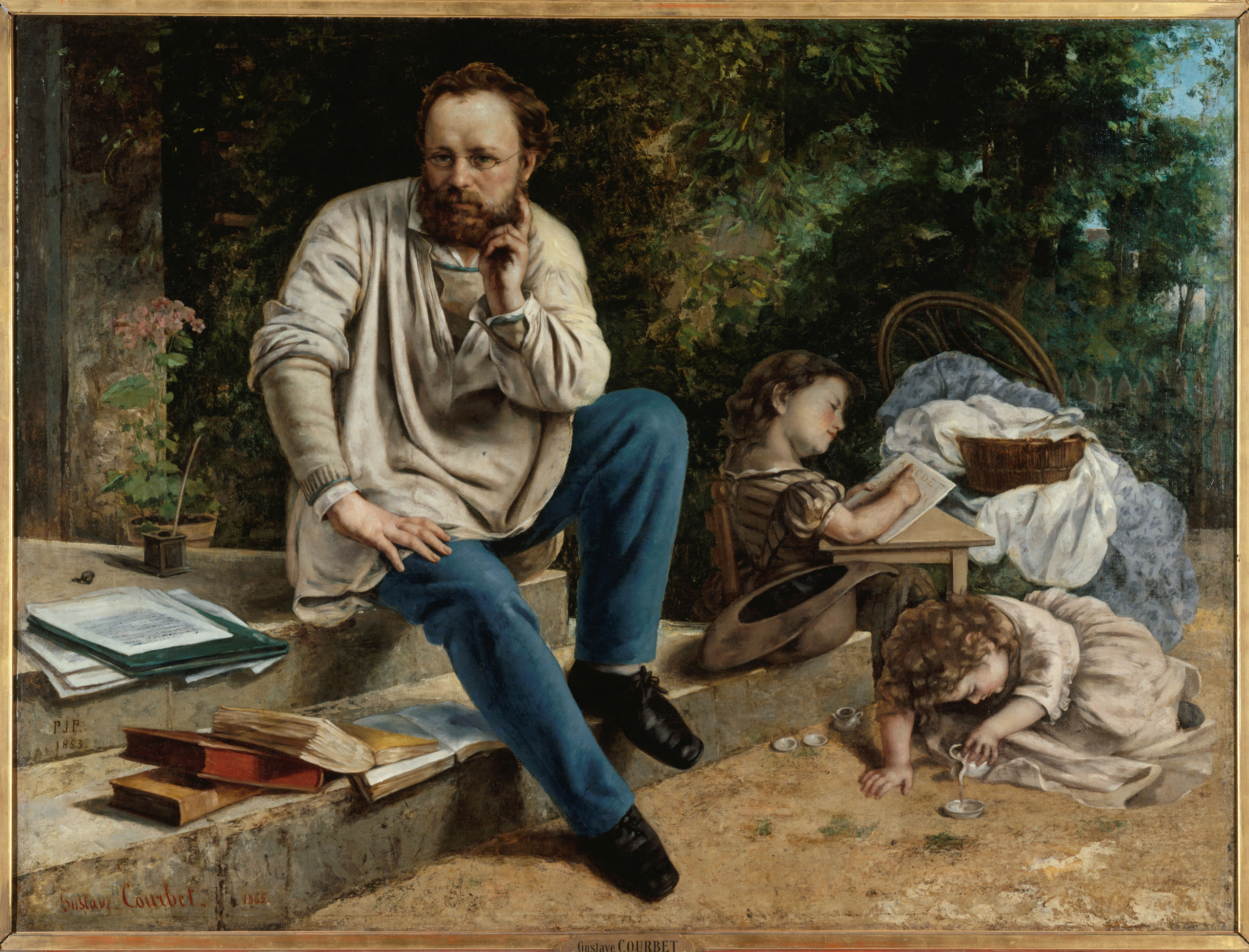
Pierre-Joseph Proudhon, principal teórico do mutualismo e influente pensador socialista francês

O mutualismo é uma teoria econômica e escola de pensamento anarquista que defende uma sociedade onde cada pessoa possa possuir um meio de produção, seja individual ou coletivamente, com o comércio representando quantidades equivalentes de trabalho no mercado livre. Parte integrante do esquema era o estabelecimento de um banco de crédito mútuo que emprestaria aos produtores a uma taxa de juros mínima, mas alta o suficiente para cobrir a administração. O mutualismo é baseado na teoria do valor-trabalho que sustenta que quando o trabalho ou seu produto é vendido, em troca ele deve receber bens ou serviços que incorporam "a quantidade de trabalho necessária para produzir um artigo de utilidade exatamente semelhante e igual".
O atual sistema econômico da China é formalmente denominado "economia de mercado socialista com características chinesas". Ele combina um grande setor estatal que compreende os altos comandos da economia, que têm seus estatutos de propriedade pública garantidos por lei, com um setor privado principalmente envolvido na produção de commodities e indústria leve responsável de algo entre 33% a mais de 70% do PIB gerado em 2005. Embora tenha ocorrido uma rápida expansão da atividade do setor privado desde a década de 1980, a privatização de ativos estatais foi virtualmente interrompida e parcialmente revertida em 2005. A economia chinesa atual consiste em 150 empresas estatais corporatizadas que se reportam diretamente ao governo central chinês. Em 2008, essas corporações estatais tornaram-se cada vez mais dinâmicas e geraram grandes aumentos nas receitas para o Estado, resultando em uma recuperação liderada pelo setor estatal durante a crise financeira de 2009, ao mesmo tempo que respondia pela maior parte do crescimento econômico da China. No entanto, o modelo econômico chinês é amplamente citado como uma forma contemporânea de capitalismo estatal, sendo que a principal diferença entre o capitalismo ocidental e o modelo chinês é o grau de propriedade estatal de ações em empresas listadas publicamente.
A República Socialista do Vietnã adotou um modelo semelhante após a renovação econômica Doi Moi, mas difere ligeiramente do modelo chinês no sentido de que o governo vietnamita mantém um controle firme sobre o setor estatal e as indústrias estratégicas, mas permite a atividade do setor privado na produção de commodities.

## Política

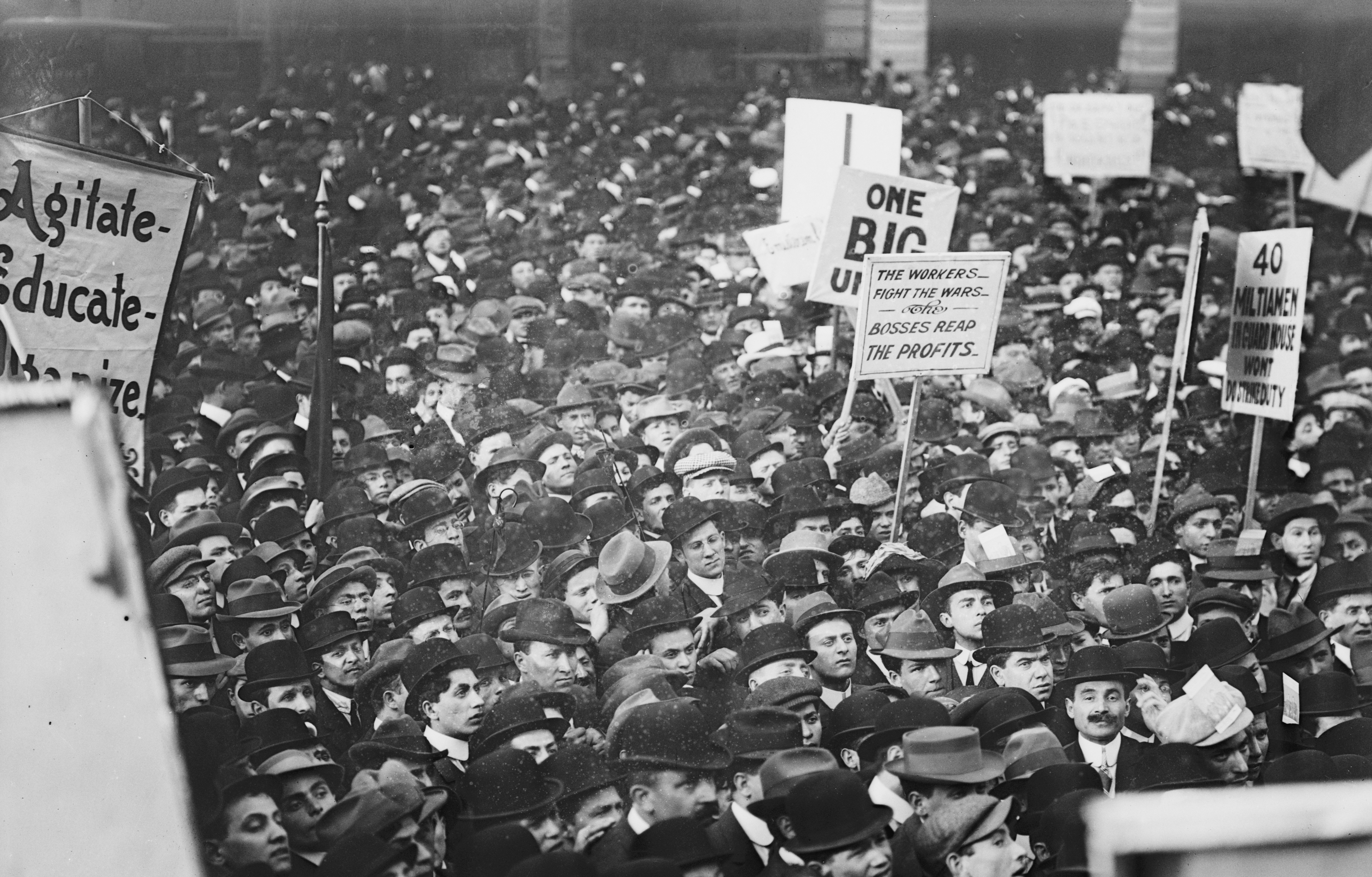
Socialistas na Union Square, na cidade de Nova York, no 1º de Maio de 1912

Embora os principais movimentos políticos socialistas incluam anarquismo, comunismo, movimento trabalhista, marxismo, social-democracia e sindicalismo, teóricos socialistas independentes, autores socialistas utópicos e defensores acadêmicos do socialismo podem não estar representados nesses movimentos. Alguns grupos políticos se autodenominam socialistas, embora sustentem pontos de vista que alguns consideram antitéticos ao socialismo. O termo socialista também foi usado por alguns políticos da direita política como um epíteto contra certos indivíduos que não se consideram socialistas e contra políticas que não são consideradas socialistas por seus proponentes. Existem muitas variações de "socialismo" e, como tal, não existe uma definição única que englobe todo o socialismo. No entanto, houve elementos comuns identificados por estudiosos.
Em Dictionary of Socialism (1924), Angelo S. Rappoport analisou quarenta definições de socialismo para concluir que os elementos comuns do socialismo incluem a crítica geral dos efeitos sociais da propriedade privada e do controle do capital — como sendo a causa da pobreza, dos baixos salários, do desemprego, da desigualdade econômica e social e falta de segurança econômica; uma visão geral de que a solução para esses problemas é uma forma de controle coletivo sobre os meios de produção, distribuição e troca (o grau e os meios de controle variam entre os movimentos socialistas); um acordo de que o resultado desse controle coletivo deve ser uma sociedade baseada na justiça social, incluindo igualdade social e proteção econômica das pessoas, sendo que deve proporcionar uma vida mais satisfatória para a grande maioria da população.
Em The Concepts of Socialism (1975), Bhikhu Parekh identifica quatro princípios fundamentais do socialismo e, em particular, da sociedade socialista, a saber, socialidade, responsabilidade social, cooperação e planejamento. Em seu estudo Ideologias e Teoria Política (1996), Michael Freeden afirma que todos os socialistas compartilham cinco temas: o primeiro é que o socialismo postula que a sociedade é mais do que uma mera coleção de indivíduos; segundo, que considera o bem-estar humano um objetivo desejável; terceiro, que considera os humanos por natureza ativos e produtivos; quarto, ele mantém a crença na igualdade humana; e quinto, que a história é progressiva e criará mudanças positivas com a condição de que os humanos trabalhem para conseguir tal mudança.

### Anarquismo
O anarquismo defende sociedades apátridas geralmente definidas como instituições voluntárias autogovernadas mas que vários autores definiram como instituições mais específicas baseadas em associações livres não hierárquicas. Enquanto o anarquismo considera o Estado indesejável, desnecessário ou prejudicial, este não é o aspecto central. O anarquismo envolve autoridade oposta ou organização hierárquica na conduta das relações humanas, incluindo o sistema de Estado. Os mutualistas apoiam o socialismo de mercado, anarquistas coletivistas favorecem cooperativas de trabalhadores e salários com base na quantidade de tempo contribuído para a produção, anarcocomunistas defendem uma transição direta do capitalismo para o comunismo libertário e uma economia de oferta, enquanto os anarcossindicalistas preferem a ação direta dos trabalhadores e a greve geral.
As lutas e disputas autoritárias-libertárias dentro do movimento socialista remontam à Associação Internacional dos Trabalhadores e à expulsão em 1872 dos anarquistas, que passaram a liderar a Internacional Antiautoritária e então fundaram sua própria internacional libertária, a Internacional Anarquista de St. Imier.
 Em 1888, o anarquista individualista Benjamin Tucker, que se proclamou um socialista anarquista e libertário em oposição ao socialismo estatal autoritário e ao comunismo obrigatório, incluiu o texto completo de uma "Carta Socialista" de Ernest Lesigne em seu ensaio "Socialismo de Estado e Anarquismo". Segundo Lesigne, existem dois tipos de socialismo: “Um é ditatorial, o outro libertário”. Os dois socialismos de Tucker eram o socialismo estatal autoritário que ele associava à escola marxista e o socialismo anarquista libertário, ou simplesmente anarquismo, que ele defendia. Tucker observou que o fato de que o "socialismo estatal ofuscou outras formas de socialismo não lhe dá direito ao monopólio da ideia socialista". De acordo com Tucker, o que essas duas escolas de socialismo tinham em comum era a teoria do valor-trabalho e dos fins, pela qual o anarquismo buscava meios diferentes.
De acordo com anarquistas como os autores de An Anarchist FAQ, o anarquismo é uma das muitas tradições do socialismo. Para anarquistas e outros socialistas antiautoritários, o socialismo “só pode significar uma sociedade sem classes e antiautoritária (isto é, libertária) na qual as pessoas administram seus próprios assuntos, seja como indivíduos ou como parte de um grupo (dependendo da situação). Ou seja, implica na autogestão de todos os aspectos da vida”, inclusive no ambiente de trabalho. Peter Marshall argumenta que "o anarquismo em geral está mais próximo do socialismo do que do liberalismo. [...] O anarquismo encontra-se amplamente no campo socialista, mas também tem batedores no liberalismo. Não pode ser reduzido ao socialismo e é melhor visto como uma doutrina separada e distinta".

### Socialismo democrático e social-democracia
Você não pode falar sobre acabar com as favelas sem primeiro dizer que o lucro deve ser retirado das favelas. Você está realmente mexendo e entrando em terreno perigoso porque está mexendo com pessoas. Você está mexendo com capitães da indústria. Agora, isso significa que estamos pisando em águas difíceis, porque realmente significa que estamos dizendo que algo está errado com o capitalismo. Deve haver uma melhor distribuição da riqueza e talvez a América deva caminhar em direção a um socialismo democrático.

—Martin Luther King Jr., 1966
O socialismo democrático representa qualquer movimento socialista que busca estabelecer uma economia baseada na democracia econômica pela e para a classe trabalhadora. O socialismo democrático é difícil de definir e grupos de acadêmicos têm definições radicalmente diferentes para o termo. Algumas definições simplesmente se referem a todas as formas de socialismo que seguem um caminho eleitoral, reformista ou evolucionário para o socialismo, em vez de um caminho revolucionário. De acordo com Christopher Pierson, "o contraste que 1989 destaca não é aquele entre o socialismo no Oriente e a democracia liberal no Ocidente, esta última deve ser reconhecida como tendo sido moldada, reformada e comprometida por um século de pressão social-democrata". Pierson afirma ainda que "os partidos social-democratas e socialistas dentro da arena constitucional no Ocidente quase sempre estiveram envolvidos em uma política de compromisso com as instituições capitalistas existentes (para qualquer prêmio distante que seus olhos pudessem de vez em quando ser levantados)". Para Pierson, “se os defensores da morte do socialismo aceitam que os social-democratas pertencem ao campo socialista, como penso que devem pertencer, então o contraste entre o socialismo (em todas as suas variantes) e a democracia liberal deve entrar em colapso. Pois a democracia liberal realmente existente é, em parte substancial, um produto das forças socialistas (social-democratas)”.
A social-democracia é uma tradição socialista de pensamento político. Muitos social-democratas referem-se a si próprios como socialistas ou socialistas democratas e alguns, como Tony Blair, empregam esses termos alternadamente. Outros encontraram "diferenças claras" entre os três termos e preferem descrever suas próprias crenças políticas usando o termo social-democracia. As duas direções principais eram estabelecer o socialismo democrático ou construir primeiro um estado de bem-estar social dentro do sistema capitalista. A primeira variante promove o socialismo democrático por meio de métodos reformistas e gradualistas. Na segunda variante, a social-democracia é um regime político que envolve um estado de bem-estar, esquemas de negociação coletiva, apoio a serviços públicos com financiamento público e uma economia mista. É frequentemente usado dessa maneira para se referir à Europa Ocidental e do Norte durante a segunda metade do século XX. Foi descrito por Jerry Mander como "economia híbrida", uma colaboração ativa das visões capitalista e socialista. Vários estudos e pesquisas indicam que as pessoas tendem a viver vidas mais felizes em sociedades social-democratas do que em sociedades neoliberais.

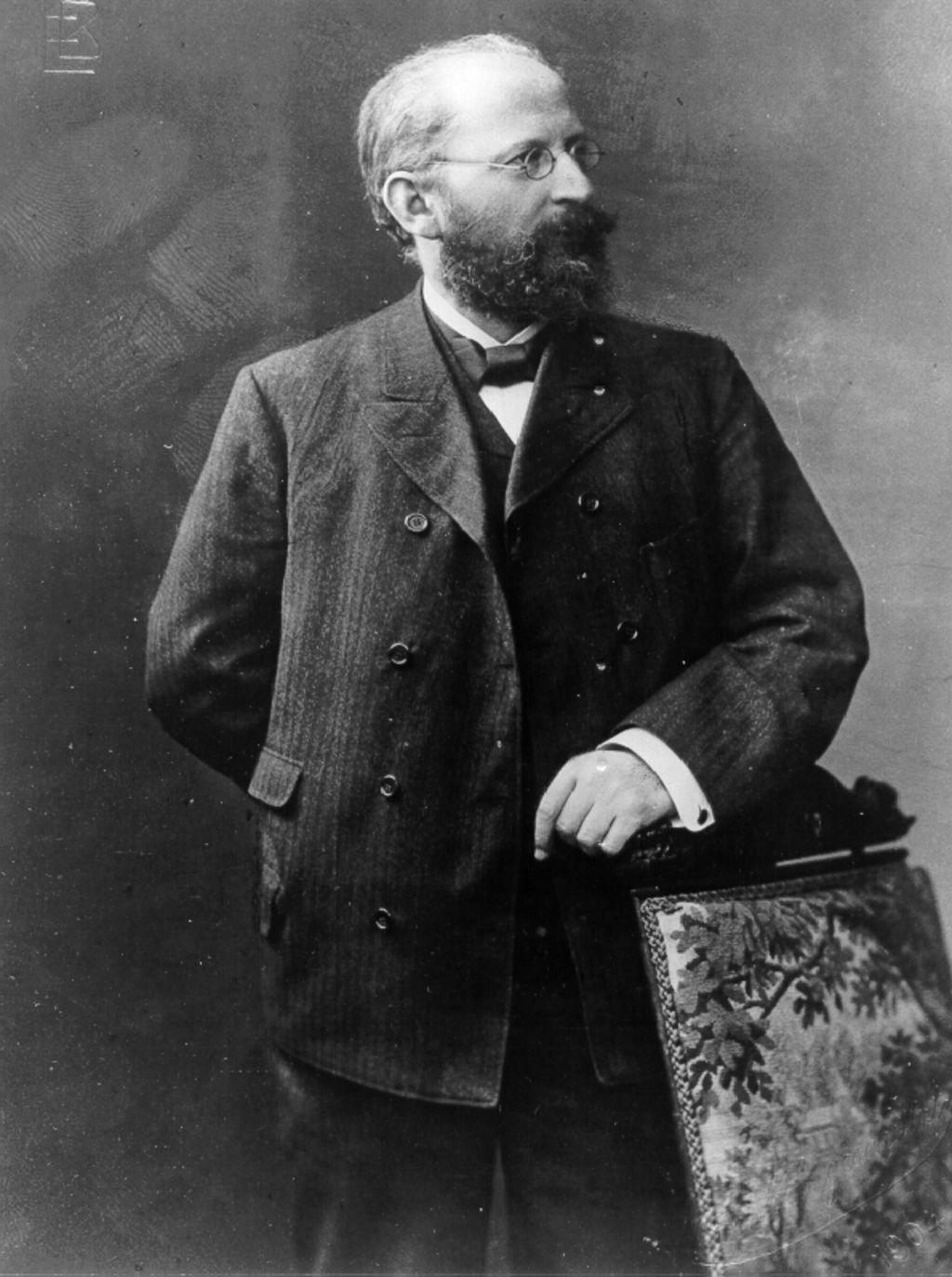
Eduard Bernstein

Os social-democratas defendem uma transição pacífica e evolutiva da economia para o socialismo por meio de reformas sociais progressivas. Afirma que a única forma constitucional de governo aceitável é a democracia representativa de acordo com o Estado de direito. Promove a extensão da tomada de decisão democrática para além da democracia política para incluir a democracia econômica para garantir aos empregados e outras partes interessadas direitos suficientes de co-determinação. Ele apoia uma economia mista que se opõe à desigualdade, pobreza e opressão, ao mesmo tempo que rejeita uma economia de mercado totalmente desregulada ou uma economia totalmente planejada. Políticas sociais democráticas comuns incluem direitos sociais universais e serviços públicos universalmente acessíveis, como educação, saúde, compensação de trabalhadores e outros serviços, incluindo creche e cuidados com os idosos. A social-democracia apoia o movimento sindical e os direitos de negociação coletiva dos trabalhadores. A maioria dos partidos social-democratas são filiados à Internacional Socialista.
O socialismo democrático moderno é um amplo movimento político que busca promover os ideais do socialismo no contexto de um sistema democrático. Alguns socialistas democráticos apoiam a social-democracia como uma medida temporária para reformar o sistema atual, enquanto outros rejeitam o reformismo em favor de métodos mais revolucionários. A social-democracia moderna enfatiza um programa de modificação legislativa gradual do capitalismo a fim de torná-lo mais equitativo e humano, enquanto o objetivo final teórico de construir uma sociedade socialista, o que é relegado a um futuro indefinido. De acordo com Sheri Berman, o marxismo é vagamente considerado valioso por sua ênfase em mudar o mundo para um futuro mais justo e melhor.
Os dois movimentos são muito semelhantes tanto em terminologia quanto em ideologia, embora existam algumas diferenças fundamentais. A principal diferença entre a social-democracia e o socialismo democrático é o objetivo de suas políticas, pois os social-democratas contemporâneos apoiam o estado de bem-estar e o seguro-desemprego, bem como outras reformas práticas e progressivas do capitalismo, e estão mais preocupados em administrá-lo e humanizá-lo. Por outro lado, os socialistas democráticos buscam substituir o capitalismo por um sistema econômico socialista, argumentando que qualquer tentativa de humanizar o capitalismo por meio de regulamentações e políticas de bem-estar distorceria o mercado e criaria contradições econômicas.

### Socialismo ético e liberal
O socialismo ético apela ao socialismo em bases éticas e morais, em oposição a bases econômicas, egoístas e consumistas. Ele enfatiza a necessidade de uma economia moralmente consciente baseada nos princípios do altruísmo, cooperação e justiça social, enquanto se opõe ao individualismo possessivo. O socialismo ético tem sido a filosofia oficial dos principais partidos socialistas.[485]
O socialismo liberal incorpora princípios liberais ao socialismo. Ele foi comparado à social-democracia do pós-guerra por seu apoio a uma economia mista que inclui bens de capital públicos e privados. Enquanto o socialismo democrático e a social-democracia são posições anticapitalistas na medida em que a crítica ao capitalismo está ligada à propriedade privada dos meios de produção, o socialismo liberal identifica os monopólios artificiais e legalistas como sendo culpa do capitalismo e se opõe a um economia de mercado totalmente não regulamentada. Considera a liberdade e a igualdade social compatíveis e mutuamente dependentes.
Princípios que podem ser descritos como socialistas éticos ou liberais foram baseados ou desenvolvidos por filósofos como John Stuart Mill, Eduard Bernstein, John Dewey, Carlo Rosselli, Norberto Bobbio e Chantal Mouffe . Outras importantes figuras do socialismo liberal incluem Guido Calogero, Piero Gobetti, Leonard Trelawny Hobhouse, John Maynard Keynes e R. H. Tawney. O socialismo liberal tem sido particularmente proeminente na política britânica e italiana.

### Leninismo e precedentes
O blanquismo é uma concepção de revolução que leva o nome de Louis Auguste Blanqui. Afirma que a revolução socialista deve ser realizada por um grupo relativamente pequeno de conspiradores altamente organizados e secretos. Ao tomar o poder, os revolucionários introduzem o socialismo. Rosa Luxemburgo e Eduard Bernstein criticaram Lenin, afirmando que sua concepção de revolução era elitista e blanquista. O marxismo-leninismo combina os conceitos socialistas científicos de Marx e o anti-imperialismo, centralismo democrático e vanguardismo de Lenin.
Hal Draper definiu o socialismo de cima como a filosofia que emprega uma administração de elite para dirigir o Estado socialista. O outro lado do socialismo é um socialismo mais democrático visto de baixo. A ideia do socialismo de cima é discutida com muito mais frequência nos círculos da elite do que o socialismo de baixo — mesmo que esse seja o ideal marxista — porque é mais prático. Draper via o socialismo de baixo como sendo a versão mais pura e marxista do socialismo. De acordo com Draper, Karl Marx e Friedrich Engels eram devotamente opostos a qualquer instituição socialista que fosse "conducente ao autoritarismo supersticioso". Draper argumenta que essa divisão ecoa a divisão entre "reformista ou revolucionário, pacífico ou violento, democrático ou autoritário, etc" e ainda identifica seis variedades principais de socialismo de cima, entre eles "Filantropismo", "Elitismo", "Pannismo", "Comunismo", "Permeacionismo" e "Socialismo de fora".
Segundo Arthur Lipow, Marx e Engels foram "os fundadores do socialismo democrático revolucionário moderno", descrito como uma forma de "socialismo de baixo" que é "baseado em um movimento de massas da classe trabalhadora, lutando de baixo para cima pela extensão da democracia e liberdade humana ". Este tipo de socialismo é contrastado com o do "credo autoritário e antidemocrático" e com "as várias ideologias coletivistas totalitárias que reivindicam o título de socialismo", bem como com "as muitas variedades de 'socialismo de cima' que conduziram no século XX aos movimentos e formas de estado em que uma despótica 'nova classe' governa uma economia estatizada em nome do socialismo, uma divisão que "permeia a história do movimento socialista". Lipow identifica o belamismo e o stalinismo como duas correntes socialistas autoritárias proeminentes na história do movimento socialista.

### Socialismo libertário

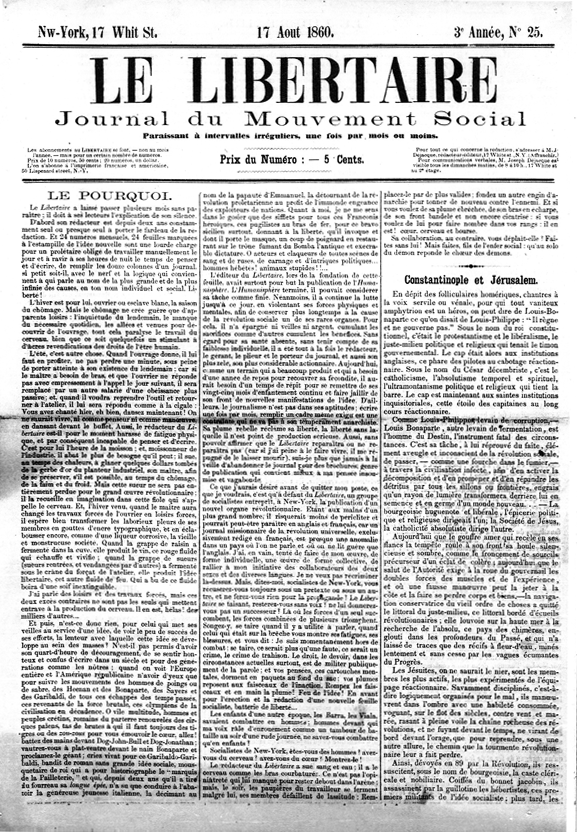
O primeiro jornal anarquista a usar o termo libertário foi Le Libertaire, Journal du Mouvement Social, publicado na cidade de Nova York entre 1858 e 1861 pelo comunista libertário francês Joseph Déjacque, a primeira pessoa registrada a se descrever como libertário

O socialismo libertário, às vezes chamado de libertarianismo de esquerda, anarquismo social e libertarianismo socialista, é uma tradição antiautoritária, antiestatista e libertária dentro do socialismo que rejeita a centralização da propriedade e do controle do Estado incluindo críticas às relações de trabalho assalariado (escravidão assalariada), bem como ao próprio Estado. Enfatiza a autogestão dos trabalhadores e as estruturas descentralizadas de organização política. O socialismo libertário afirma que uma sociedade baseada na liberdade e igualdade pode ser alcançada através da abolição das instituições autoritárias que controlam a produção. Socialistas libertários geralmente preferem democracia direta e associações federais ou confederais, como municipalismo libertário, assembleias de cidadãos, sindicatos e conselhos de trabalhadores.
O anarcossindicalista Gaston Leval explicou: “Prevemos, portanto, uma Sociedade na qual todas as atividades serão coordenadas, uma estrutura que tenha, ao mesmo tempo, flexibilidade suficiente para permitir a maior autonomia possível para a vida social, ou para a vida de cada empresa, e coesão suficiente para prevenir todos os distúrbios. [...] Em uma sociedade bem organizada, todas essas coisas devem ser sistematicamente realizadas por meio de federações paralelas, verticalmente unidas nos níveis mais altos, constituindo um vasto organismo no qual todas as funções econômicas serão desempenhadas em solidariedade com todas as outras e que serão permanentemente preservar a coesão necessária”. Tudo isso é geralmente feito dentro de um apelo geral por associações libertárias e voluntárias por meio da identificação, crítica e desmantelamento prático da autoridade ilegítima em todos os aspectos da vida humana.
Como parte do movimento socialista mais amplo, busca distinguir-se do bolchevismo, do leninismo e do marxismo-leninismo, bem como da social-democracia. Filosofias e movimentos políticos passados e presentes comumente descritos como socialistas libertários incluem anarquismo (anarco-comunismo, anarco-sindicalismo anarquismo coletivista, anarquismo individualista e mutualismo), autonomismo, comunalismo, participismo, marxismo libertário (comunismo de conselhos e luxemburguês), sindicalismo revolucionário e socialismo utópico (fourierismo).

### Socialismo religioso
O socialismo cristão é um conceito amplo que envolve um entrelaçamento da religião cristã com o socialismo.

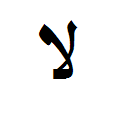
As letras árabes "Lam" e "Alif" e "Lā" (em árabe para "Não!") São um símbolo do socialismo islâmico na Turquia

O socialismo islâmico é uma forma mais espiritual de socialismo. Os socialistas muçulmanos acreditam que os ensinamentos do Alcorão e de Maomé não são apenas compatíveis, mas promovem ativamente os princípios de igualdade e propriedade pública, inspirando-se no antigo estado de bem-estar de Medina que ele estabeleceu. Os socialistas muçulmanos são mais conservadores do que seus contemporâneos ocidentais e encontram suas raízes no anti-imperialismo, no anticolonialismo e, às vezes, se em um país de língua árabe, no nacionalismo árabe. Os socialistas islâmicos acreditam em derivar legitimidade do mandato político em oposição aos textos religiosos.

### Movimentos sociais

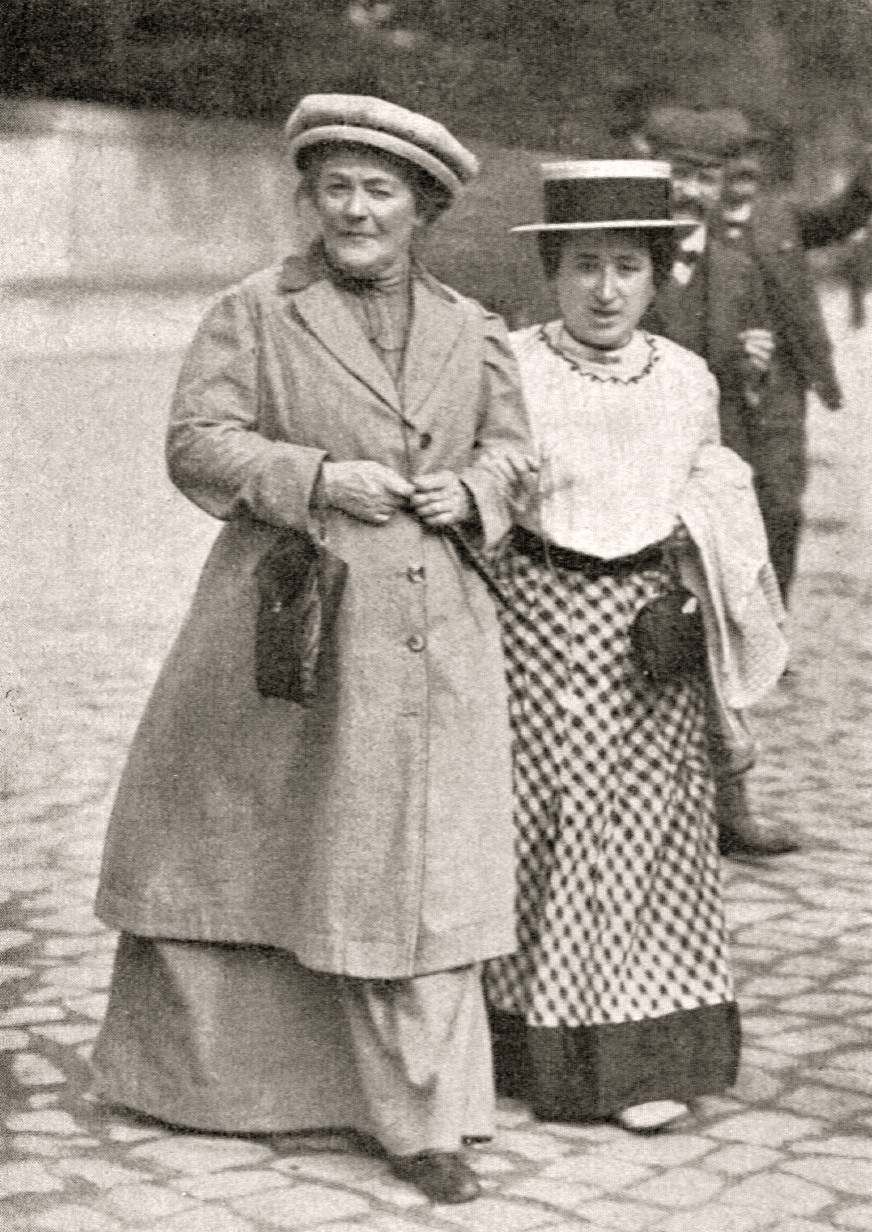
Feminista socialista Clara Zetkin e Rosa Luxemburgo em 1910

O feminismo socialista é um ramo do feminismo que argumenta que a libertação só pode ser alcançada trabalhando para acabar com as fontes econômicas e culturais da opressão das mulheres. O fundamento do feminismo marxista foi lançado por Engels em A origem da família, propriedade privada e Estado (1884). Mulher sob o socialismo, de August Bebel (1879), é a "obra individual que trata da sexualidade mais lida por membros comuns do Partido Social-Democrata da Alemanha (SPD)". No final do século XIX e no início do século XX, Clara Zetkin e Eleanor Marx foram contra a demonização dos homens e apoiaram uma revolução do proletariado que superaria tantas desigualdades entre homens e mulheres quanto possível. Como seu movimento já tinha as demandas mais radicais pela igualdade das mulheres, a maioria dos líderes marxistas, incluindo Clara Zetkin e Alexandra Kollontai, contrapôs o marxismo ao feminismo liberal ao invés de tentar combiná-los. O anarco-feminismo começou com autores e teóricos do final do século XIX e início do século XX, como as feministas anarquistas Goldman e Voltairine de Cleyre Na Guerra Civil Espanhola, um grupo anarco-feminista, Mujeres Libres ("Mulheres Livres") vinculada à Federación Anarquista Ibérica, organizado para defender as ideias anarquistas e feministas. Em 1972, a Chicago Women's Liberation Union publicou "Feminismo Socialista: Uma Estratégia para o Movimento das Mulheres", que se acredita ser o primeiro uso publicado do termo "feminismo socialista".

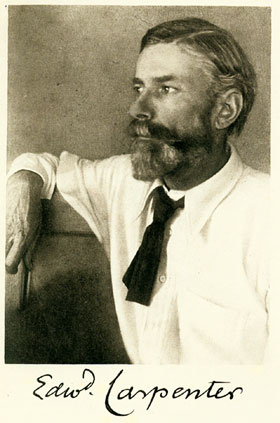
Edward Carpenter, filósofo e ativista que foi fundamental na fundação da Sociedade Fabiana e do Partido Trabalhista britânico, bem como nos primeiros movimentos ocidentais LGBT

Muitos socialistas foram os primeiros defensores dos direitos LGBT. Para os primeiros socialistas Charles Fourier, a verdadeira liberdade só poderia ocorrer sem suprimir as paixões, já que a supressão das paixões não é apenas destrutiva para o indivíduo, mas para a sociedade como um todo. Escrevendo antes do advento do termo "homossexualidade", Fourier reconheceu que tanto homens quanto mulheres têm uma ampla gama de necessidades e preferências sexuais que podem mudar ao longo de suas vidas, incluindo a sexualidade do mesmo sexo e a androgénité. Ele argumentou que todas as expressões sexuais devem ser apreciadas, desde que as pessoas não sejam abusadas e que "afirmar a diferença" pode realmente aumentar a integração social. Em The Soul of Man Under Socialism, de Oscar Wilde, ele defende uma sociedade igualitária onde a riqueza é compartilhada por todos, enquanto alerta para os perigos dos sistemas sociais que esmagam a individualidade. Edward Carpenter fez campanha ativamente pelos direitos dos homossexuais. Sua obra O sexo intermediário: um estudo de alguns tipos transitórios de homens e mulheres foi um livro de 1908 defendendo a libertação gay. Ele foi uma personalidade influente na fundação da Sociedade Fabiana e do Partido Trabalhista. Após a Revolução Russa sob a liderança de Lenin e Trotsky, a União Soviética aboliu as leis anteriores contra a homossexualidade. Harry Hay foi um dos primeiros líderes do movimento americano pelos direitos LGBT, bem como membro do Partido Comunista dos Estados Unidos. Ele é conhecido por seus papéis em ajudar a fundar organizações gays, incluindo a Sociedade Mattachine, o primeiro grupo sustentado pelos direitos dos homossexuais nos Estados Unidos que, em seus primeiros dias, refletia uma forte influência marxista. A Encyclopedia of Homosexuality relata que "os marxistas, os fundadores do grupo, acreditavam que a injustiça e a opressão que sofreram derivavam de relacionamentos profundamente enraizados na estrutura da sociedade americana". Emergindo de eventos como a insurreição de maio de 1968 na França, o movimento contra a Guerra do Vietnã nos Estados Unidos e os distúrbios de Stonewall em 1969, organizações militantes de libertação gay começaram a surgir em todo o mundo. Muitos surgiram do radicalismo de esquerda mais do que grupos homófilos estabelecidos, embora a Frente de Libertação Gay assumisse uma postura anticapitalista e atacasse a família nuclear e os papeis tradicionais de gênero.
O ecossocialismo é uma tendência política que funde aspectos do socialismo, marxismo ou socialismo libertário com política verde, ecologia e alter-globalização. Os ecossocialistas geralmente afirmam que a expansão do sistema capitalista é a causa da exclusão social, pobreza, guerra e degradação ambiental através da globalização e do imperialismo sob a supervisão de Estados repressivos e estruturas transnacionais. Ao contrário da descrição de Karl Marx por alguns ambientalistas, ecologistas sociais e companheiros socialistas como um produtivista que favorecia a dominação da natureza, os ecossocialistas revisitaram os escritos de Marx e acreditam que ele "foi o principal criador da visão de mundo ecológica". Marx discutiu uma "fenda metabólica" entre o homem e a natureza, afirmando que "a propriedade privada do globo por indivíduos individuais parecerá bastante absurda como propriedade privada de um homem por outro" e sua observação de que uma sociedade deve "entregá-lo [ao planeta] para as gerações seguintes em uma condição melhorada". O socialista inglês William Morris é responsável pelo desenvolvimento dos princípios do que mais tarde foi chamado de ecossocialismo. Durante as décadas de 1880 e 1890, Morris promoveu suas ideias na Federação Social-Democrata e na Liga Socialista. O anarquismo verde combina anarquismo com questões ambientais. Uma importante influência inicial foi Henry David Thoreau e seu livro Walden, bem como Élisée Reclus.
No final do século XIX, o anarco-naturismo fundiu o anarquismo e as filosofias naturistas dentro dos c´riculos anarquistas individualistas na França, Espanha, Cuba e Portugal. O primeiro livro de Murray Bookchin, Nosso ambiente sintético foi seguido por seu ensaio "Ecologia e pensamento revolucionário", que introduziu a ecologia como um conceito na política radical. Na década de 1970, Barry Commoner afirmou que as tecnologias capitalistas eram as principais responsáveis pela degradação ambiental, em oposição às pressões populacionais. Na década de 1990, as socialistas/feministas Mary Mellor e Ariel Salleh adotaram um paradigma ecossocialista. Um "ambientalismo dos pobres" combinando consciência ecológica e justiça social também se tornou proeminente. Pepper criticou a abordagem atual de muitos dentro da política verde, especialmente ecologistas profundos.
Muitos partidos verdes em todo o mundo, como o Partido Esquerdo Verde Holandês (GroenLinks), empregam elementos eco-socialistas. Alianças radicais vermelho-verdes foram formadas em muitos países por ecossocialistas, verdes radicais e outros grupos de esquerda radical. Na Dinamarca, a Aliança Vermelha-Verde foi formada como uma coalizão de vários partidos radicais. Dentro do Parlamento Europeu, vários partidos de esquerda do norte da Europa se organizaram na Aliança Nórdica de Esquerda Verde.

### Sindicalismo
O sindicalismo opera por meio de sindicatos industriais. Ele rejeita o socialismo estatal e o uso de políticas estabelecidas. Os sindicalistas rejeitam o poder do Estado em favor de estratégias como a greve geral. Os sindicalistas defendem uma economia socialista baseada em sindicatos federados ou de trabalhadores que possuem e administram os meios de produção. Algumas correntes marxistas defendem o sindicalismo, como o De Leonismo. O anarcossindicalismo vê o sindicalismo como um método para os trabalhadores da sociedade capitalista obterem o controle de uma economia. A Revolução Espanhola foi amplamente orquestrada pelo sindicato anarco-sindicalista CNT. A Associação Internacional dos Trabalhadores é uma federação internacional de sindicatos e iniciativas anarco-sindicalistas.

## Críticas
De acordo com o sociólogo marxista analítico Erik Olin Wright, "a direita condenou o socialismo por violar os direitos individuais à propriedade privada e desencadear formas monstruosas de opressão estatal", enquanto "a esquerda o via como abrindo novas perspectivas de igualdade social, liberdade genuína e desenvolvimento dos potenciais humanos".
Por causa das muitas variedades do socialismo, a maioria das críticas se concentrou em uma abordagem específica. Os defensores de uma abordagem normalmente criticam outras. O socialismo tem sido criticado em termos de seus modelos de organização econômica, bem como de suas implicações políticas e sociais. Outras críticas são dirigidas ao movimento socialista, partidos ou estados existentes. Algumas formas de crítica ocupam terrenos teóricos, como no problema do cálculo econômico apresentado pelos proponentes da Escola Austríaca como parte do debate sobre o cálculo socialista, enquanto outras sustentam suas críticas examinando tentativas históricas de estabelecer sociedades socialistas. O problema de cálculo econômico diz respeito à viabilidade e aos métodos de alocação de recursos para um sistema socialista planejado. O planejamento central também é criticado por elementos da esquerda radical. O economista socialista libertário Robin Hahnel observa que, mesmo que o planejamento central superasse suas inibições inerentes de incentivos e inovação, seria, no entanto, incapaz de maximizar a democracia econômica e a autogestão, que ele acredita serem conceitos intelectualmente mais coerentes, consistentes e justos do que o mainstream de noções de liberdade econômica.
Os liberais econômicos e os libertários de direita argumentam que a propriedade privada dos meios de produção e as trocas de mercado são entidades naturais ou direitos morais que são centrais para a liberdade e argumentam que a dinâmica econômica do capitalismo é imutável e absoluta. Como tal, eles também argumentam que a propriedade pública dos meios de produção e o planejamento econômico são violações da liberdade.
Os críticos do socialismo argumentam que em qualquer sociedade em que todos tenham riqueza igual, não pode haver incentivo material para trabalhar porque não se recebe recompensas por um trabalho bem feito. Eles ainda argumentam que os incentivos aumentam a produtividade para todas as pessoas e que a perda desses efeitos levaria à estagnação. Alguns críticos do socialismo argumentam que o compartilhamento de renda reduz os incentivos individuais ao trabalho e, portanto, a renda deve ser individualizada tanto quanto possível.
Alguns filósofos também criticaram os objetivos do socialismo, argumentando que a igualdade corrói as diversidades individuais e que o estabelecimento de uma sociedade igualitária teria que implicar forte coerção. Muitos comentaristas da direita política apontam para os assassinatos em massa sob os regimes socialistas, alegando-os como uma acusação ao socialismo. Os oponentes dessa visão, incluindo os defensores do socialismo, afirmam que essas mortes foram aberrações causadas por regimes autoritários específicos, e não causadas pelo próprio socialismo, e apontam para mortes em massa em fomes, guerras e massacres que eles afirmam terem sido causados pelo colonialismo, capitalismo e anticomunismo como contraponto a esses assassinatos.